# Biserica fortificată din Hălchiu

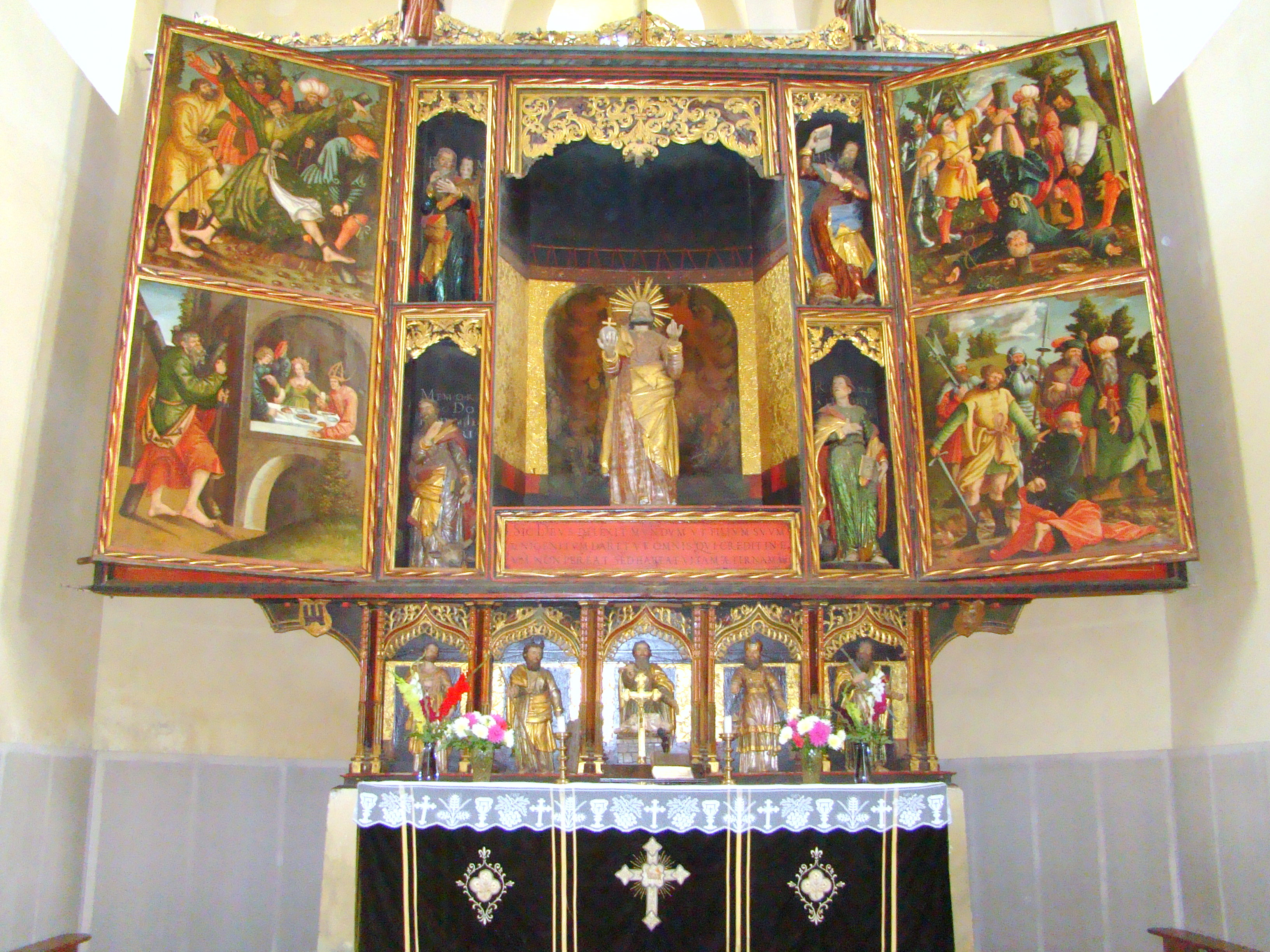
Altarul bisericii evanghelice din Hălchiu

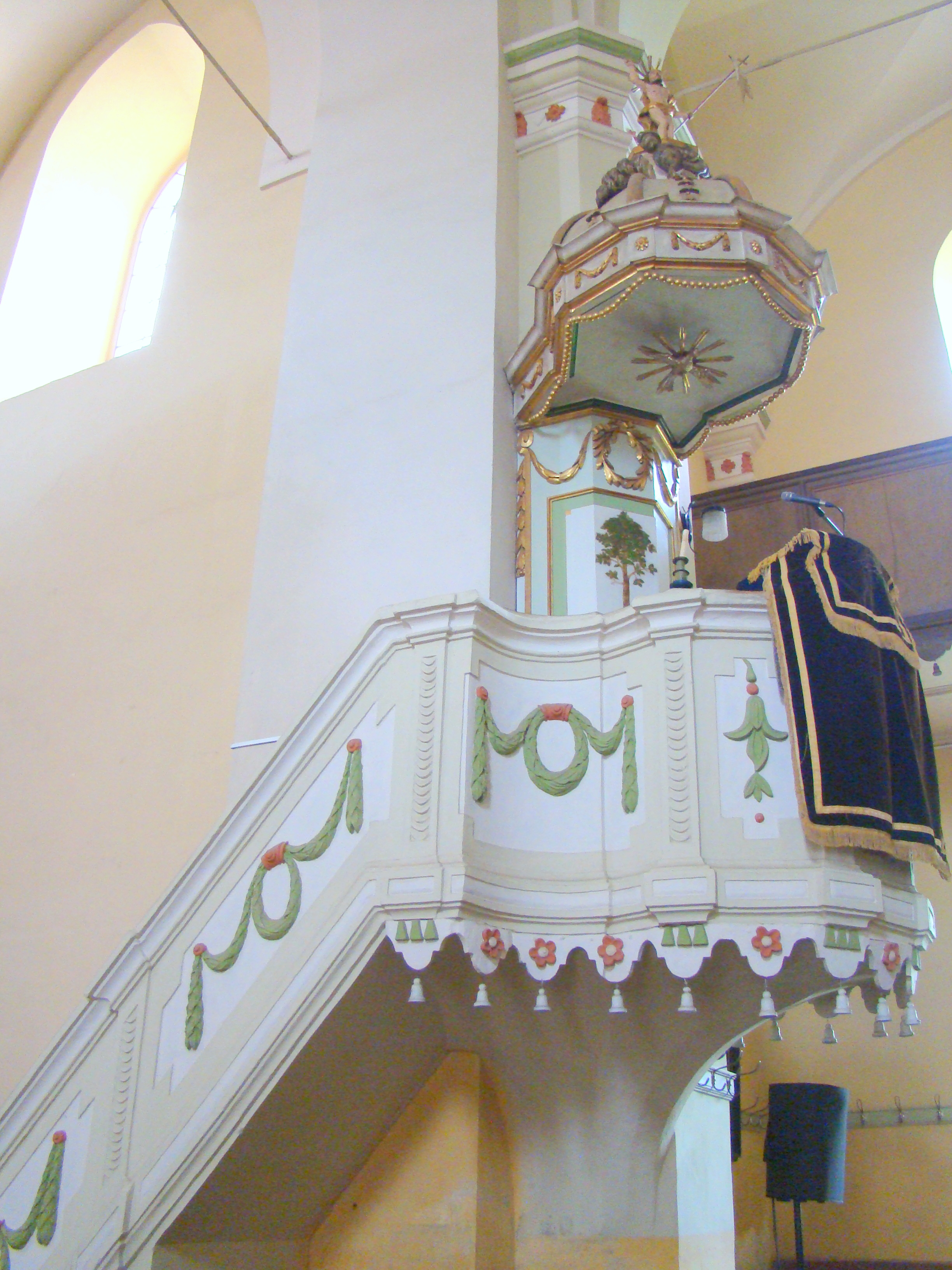
Amvonul

Biserica evanghelică din Hălchiu a fost construită în secolul al XIII-lea, apoi refăcută în secolul al XV-lea și în 1807. Se păstrează portalul vestic inițial, prevăzut cu numeroase profile și polipticul cu picturi renascentiste (circa 1530). Biserica adăpostește altarul de la Hălchiu, cel mai mare altar medieval din Transilvania păstrat până în zilele noastre.

## Localitatea
Hălchiu, mai demult Heltie, Heltia (în dialectul săsesc Hältsdref, Haljtsdref, în germană Heldsdorf, Heldesdorf, Heltesdorf, maghiară Höltövény, Heltevény) este satul de reședință al comunei cu același nume din județul Brașov, Transilvania, România. Face parte din regiunea istorică Țara Bârsei (germană Burzenland). Satul Hălchiu/Heldsdorf este menționat pentru prima dată în anul 1377 într-un privilegiu regal. Întemeietorul satului este considerat a fi așa numitul Haldeboatski (sau Hiltschi), nume dat în popor contelui/cavalerului Falkun (consemnat în documente astfel de asemenea). Acesta este reprezentat pe portalul de vest al bisericii și decorează stema actuală a satului.

## Biserica
La Hălchiu s-a aflat singura biserică-cetate cu bastion pătrat și cu patru turnuri, câte unul in fiecare colț. De aici pornește și denumirea dată vecinătăților Hălchiului: cvartale (pătrimi), iar fiecare cvartal trebuia să apere câte o latură a zidului și câte un turn, respectiv să le întrețină pe timp de pace. Această cetate a fost demolată în 1894, construindu-se în locul ei școala spre nord și sala festivă în sud-est. Cetatea bisericii din Hălchiu a fost ultima dintre cetățile din Transilvania care a primit aprobarea pentru demolare. În pronaos sunt expuse câteva desene reprezentând fortificațiile bisericii-cetate din 1727 și înaintea demolării în 1894. 
În biserica originară, ridicată în 1280, a existat o orgă construită în 1785 de Johannes Prause. Cutremurul din 1802 a dărâmat mare parte din biserică, rămânând întregi doar corul și turla bisericii. Orga a fost și ea grav deteriorată. Biserica a fost reconstruită și resfințită în 1807. În 1808 a fost pusă în funcțiune noua orgă, cu 11 manuale și 6 pedaliere și 909 tuburi, construită de Johann Thois. Orga a fost reparată de mai multe ori, în 1878, 1939 și 2006. În sâmbăta dinaintea Rusaliilor din 2007 orga restaurată a fost inaugurată printr-un concert festiv, în care s-a interpretat și Siebenbürgenlied, lucrare compusă în 1848 de Johann Lukas Hedwig, compozitor originar din Hălchiu.
Altarul bisericii fortificate, neobișnuit de mare, se înalță măreț în corul bisericii; are voleuri duble, o înălțime de 8,1 m și o lățime de 7,7 m.
Pe predelă sunt ilustrate cinci personaje, și anume: Abraham, Moise, Aron, Petru și Pavel. Figurile îi călăuzesc drumul fostului preot al comunității, Johannes Reichart, până la mântuirea oamenilor.
Altarul a fost recondiționat în anul 1977 de restauratoarea Gisela Richter. 
Până prin 1900 pe spatele altarului a fost vizibilă o inscripție cu cretă care afirma că Mihai Vaida (adică Mihai Viteazul) în 28 octombrie 1599 a luat cu asalt de șase ori biserica fortificată, fără însă să o poată cuceri.

## Clopotele și ceasul din turn
În turnul bisericii evanghelice din Hălchiu se află cel mai vechi clopot din Țara Bârsei, datând din anul 1434. Celelalte trei clopote, tot din bronz, au fost confiscate în timpul Primului Război Mondial, în scopuri militare. În 1923 enoriașii au cumpărat clopote noi, din oțel sonor, care se află și astăzi în turn. Ceasul din turn datează din anul 1900. Din 1982 atât clopotele, cât și ceasul, sunt acționate electric. Mecanismele de acționare au fost donate de Asociația Hălchienilor din Germania.

## Imagini din exterior

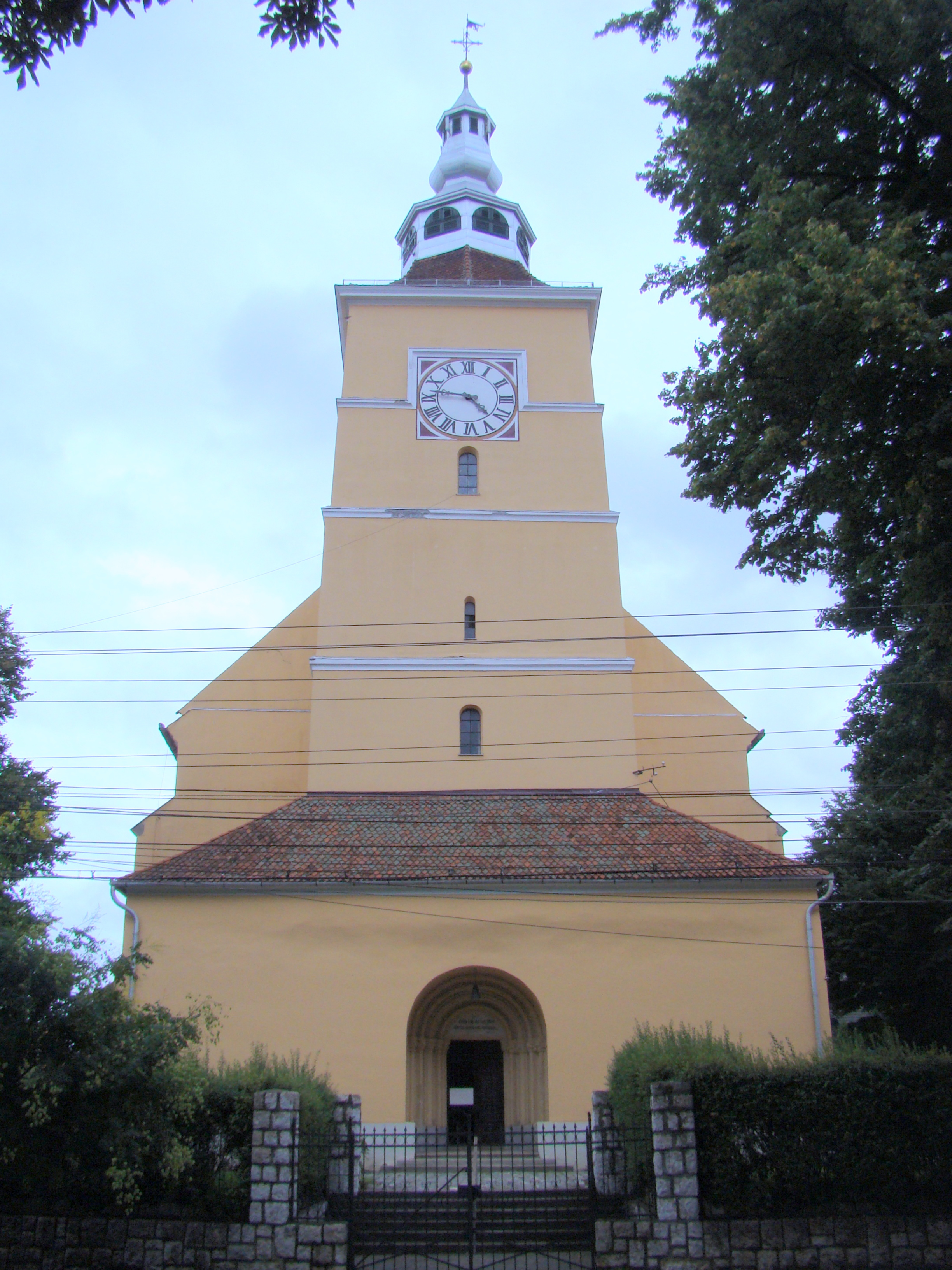
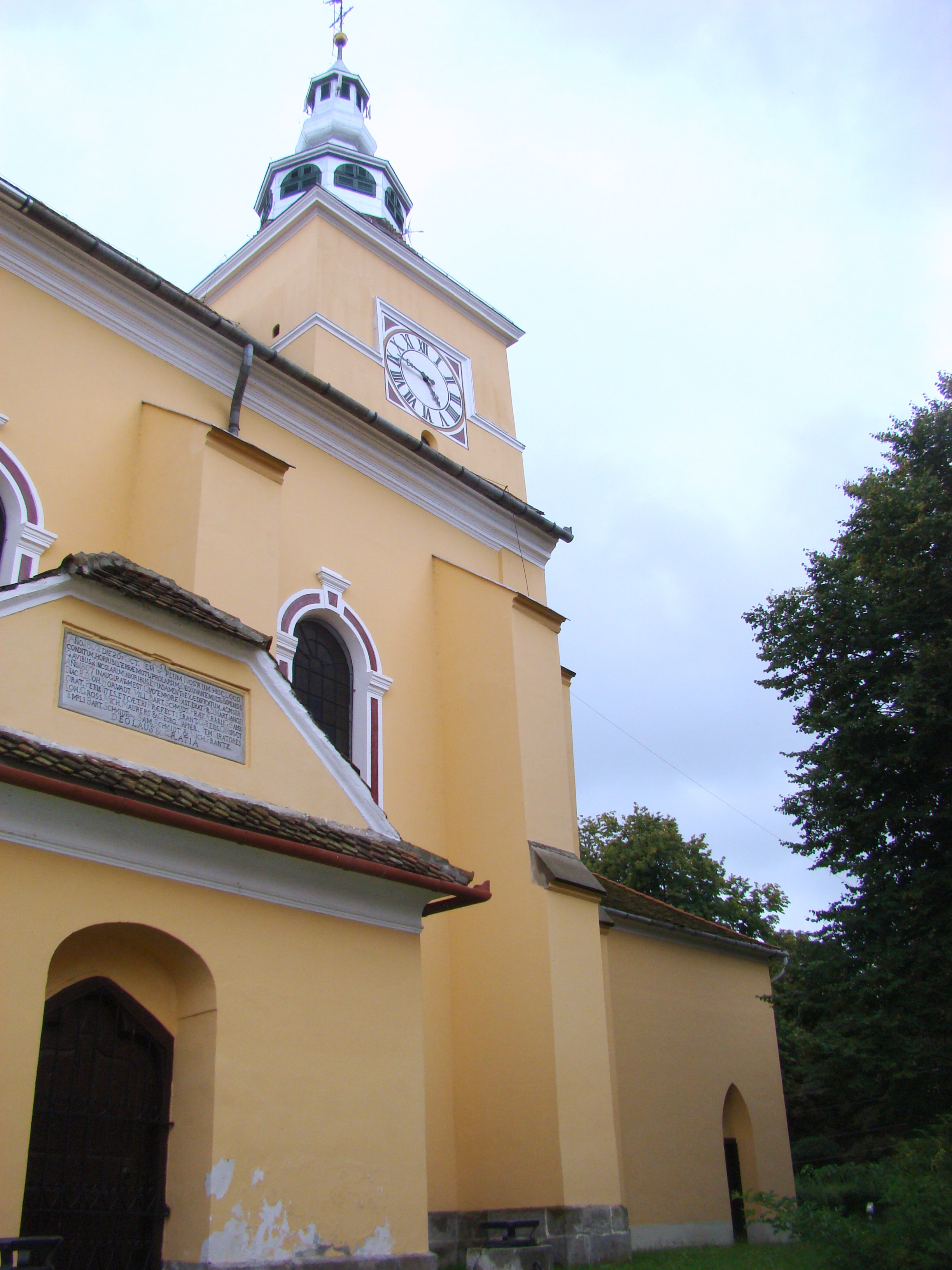
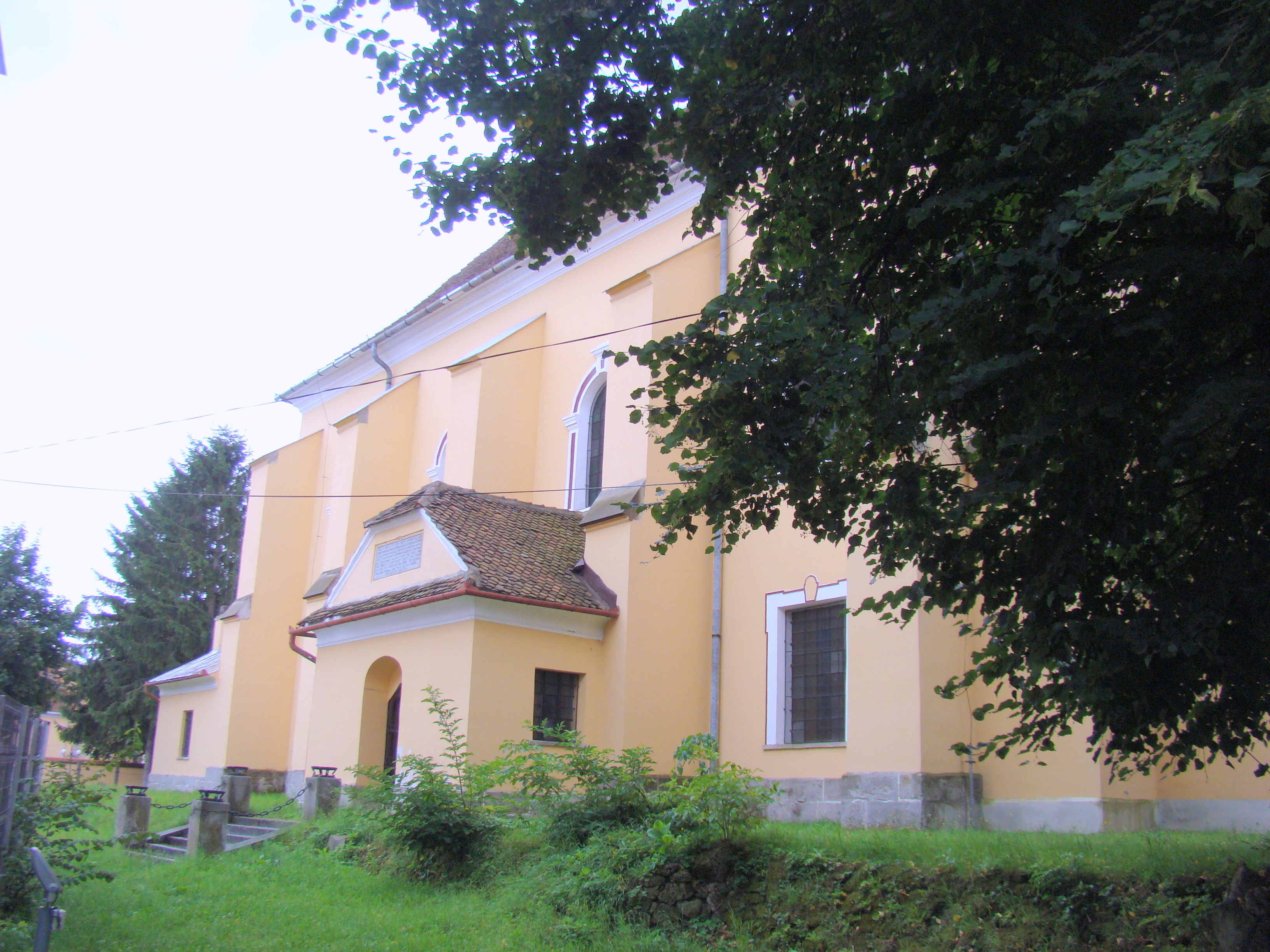
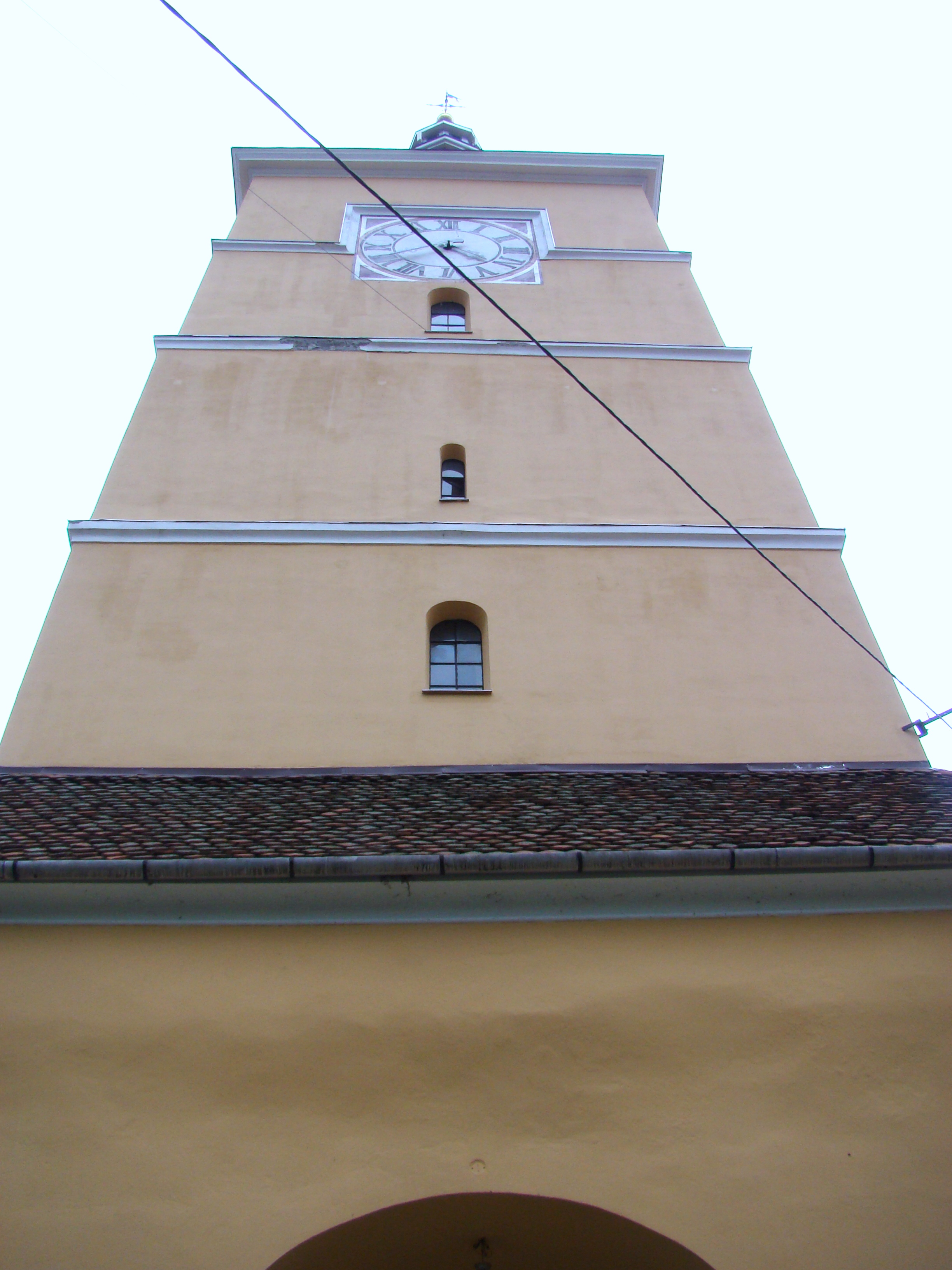
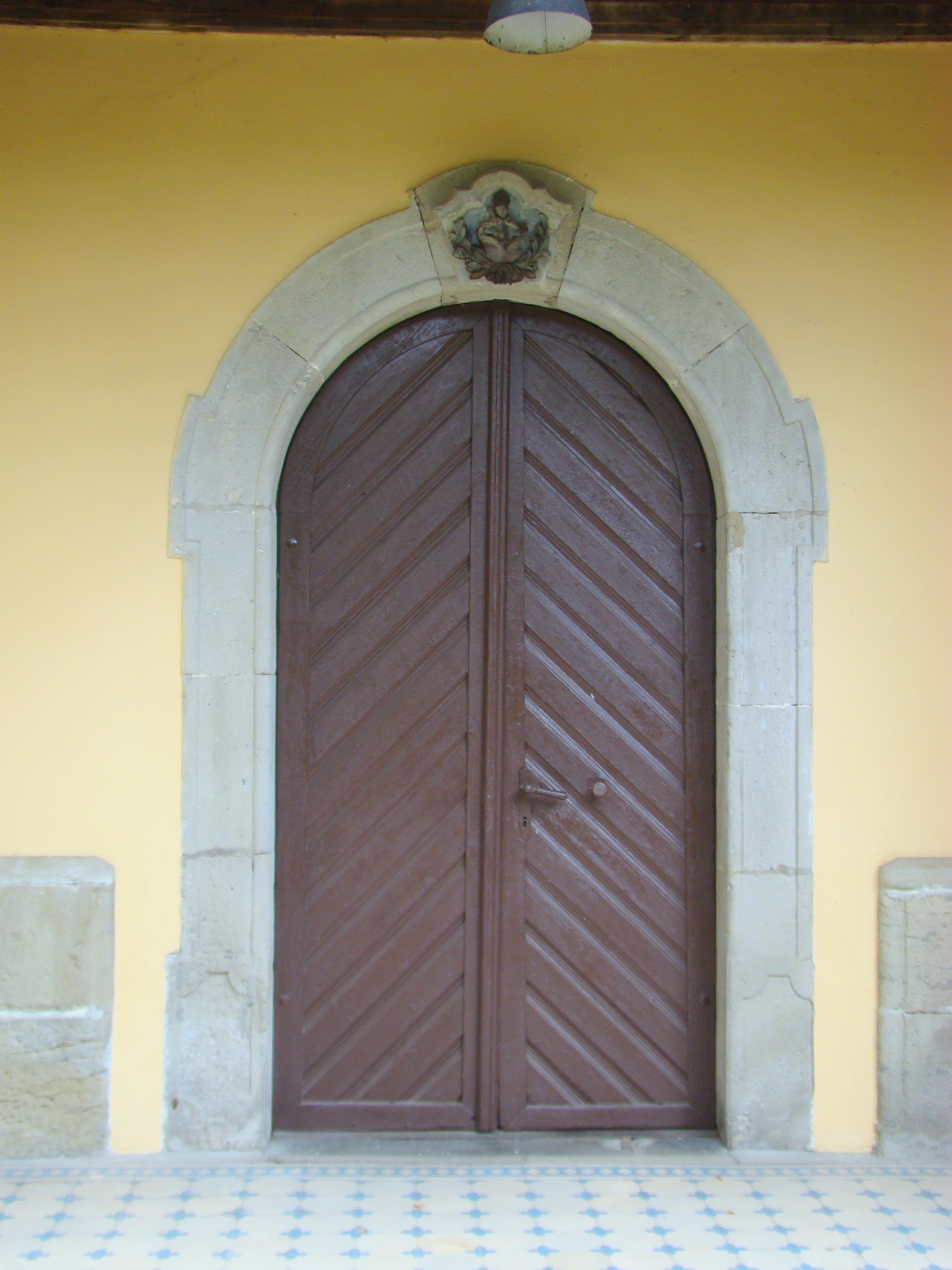
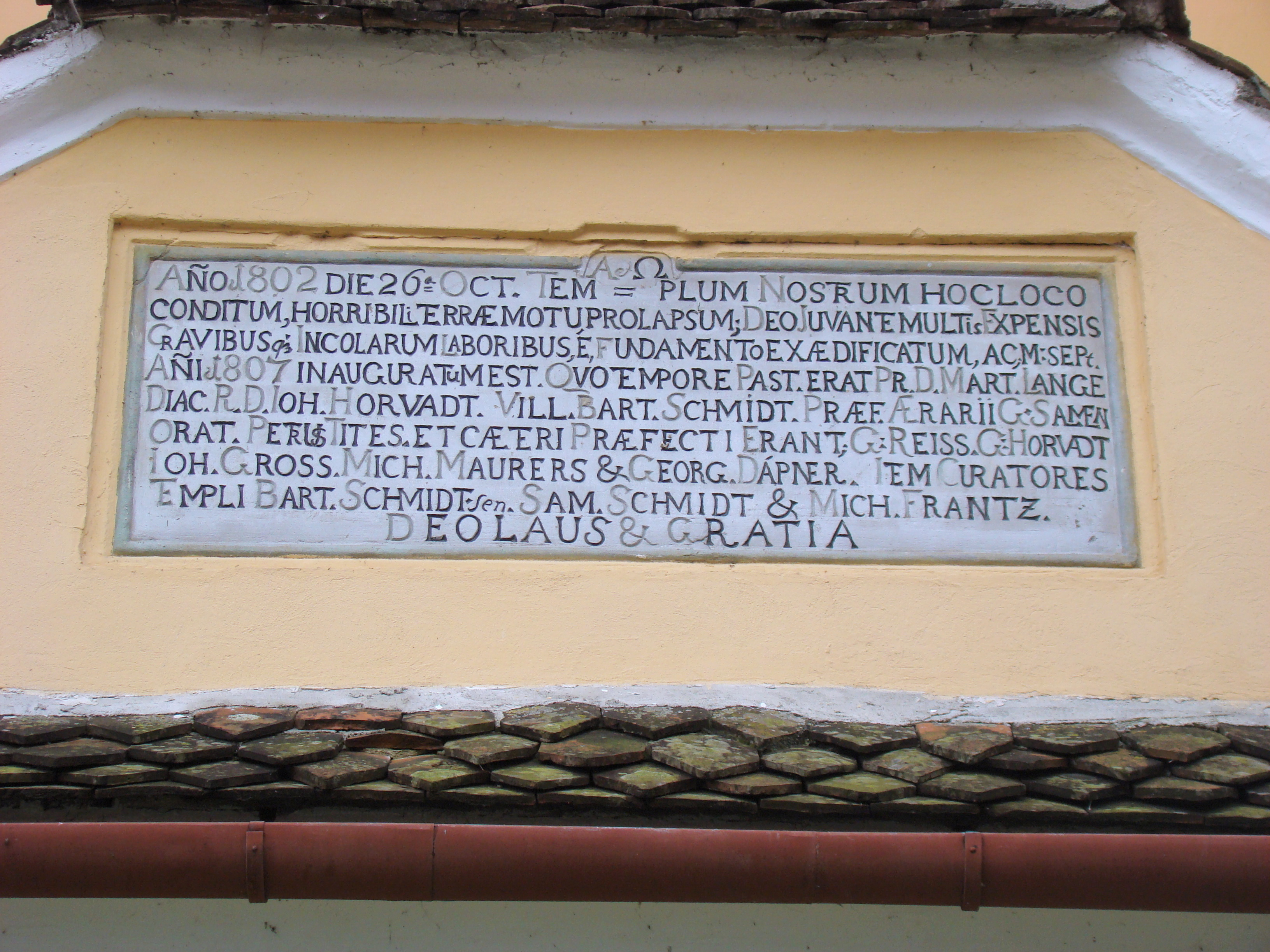
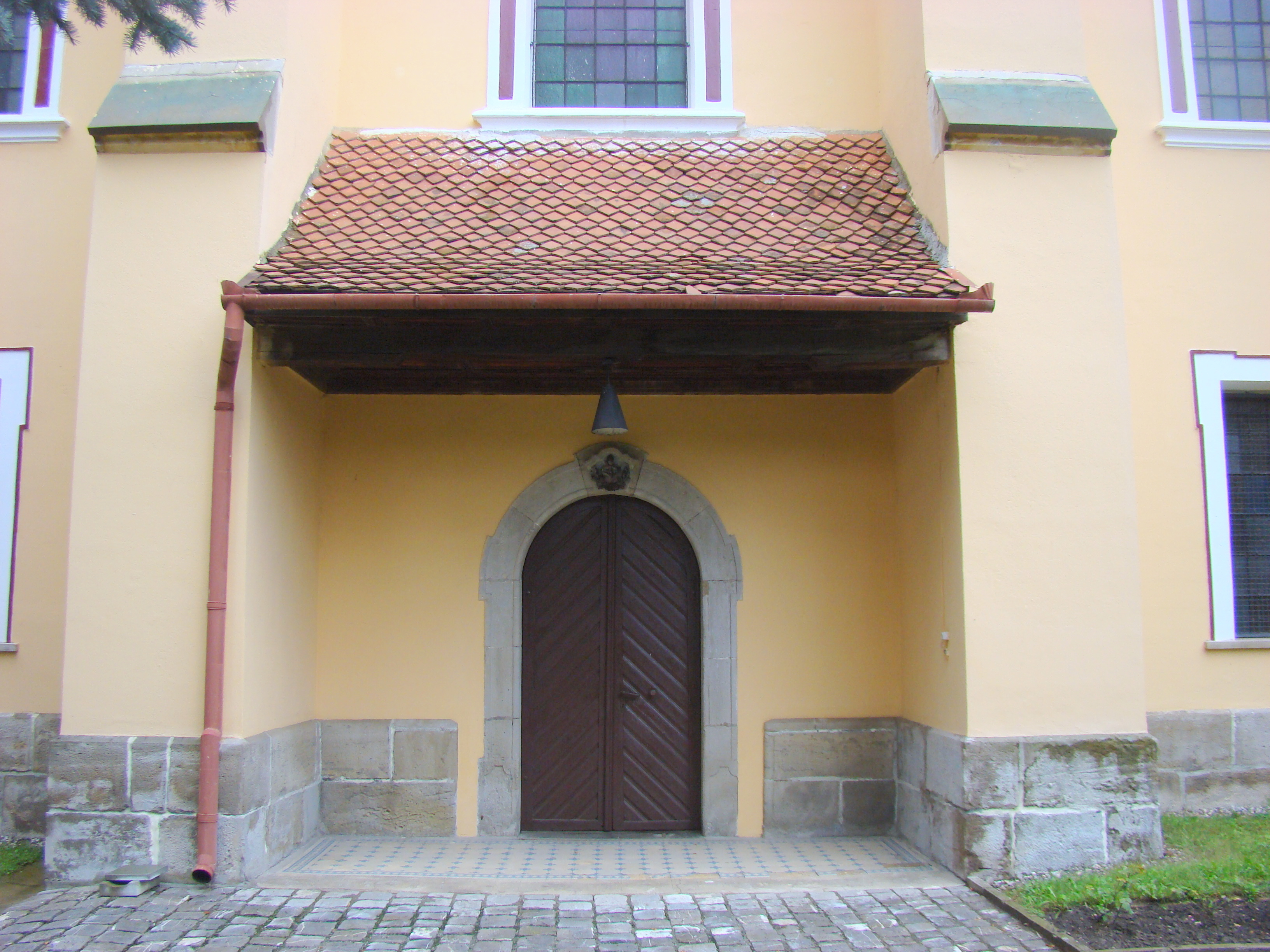
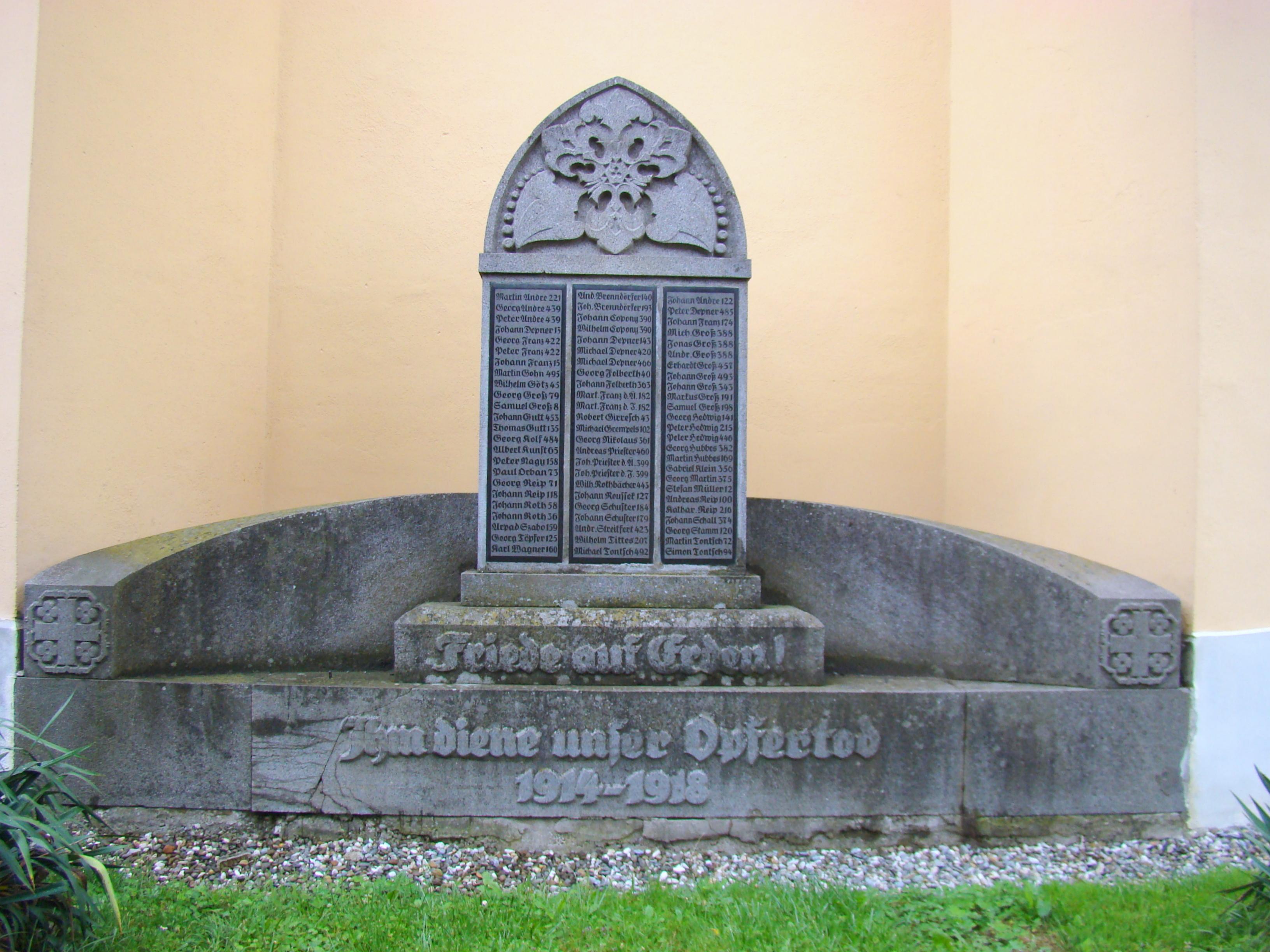
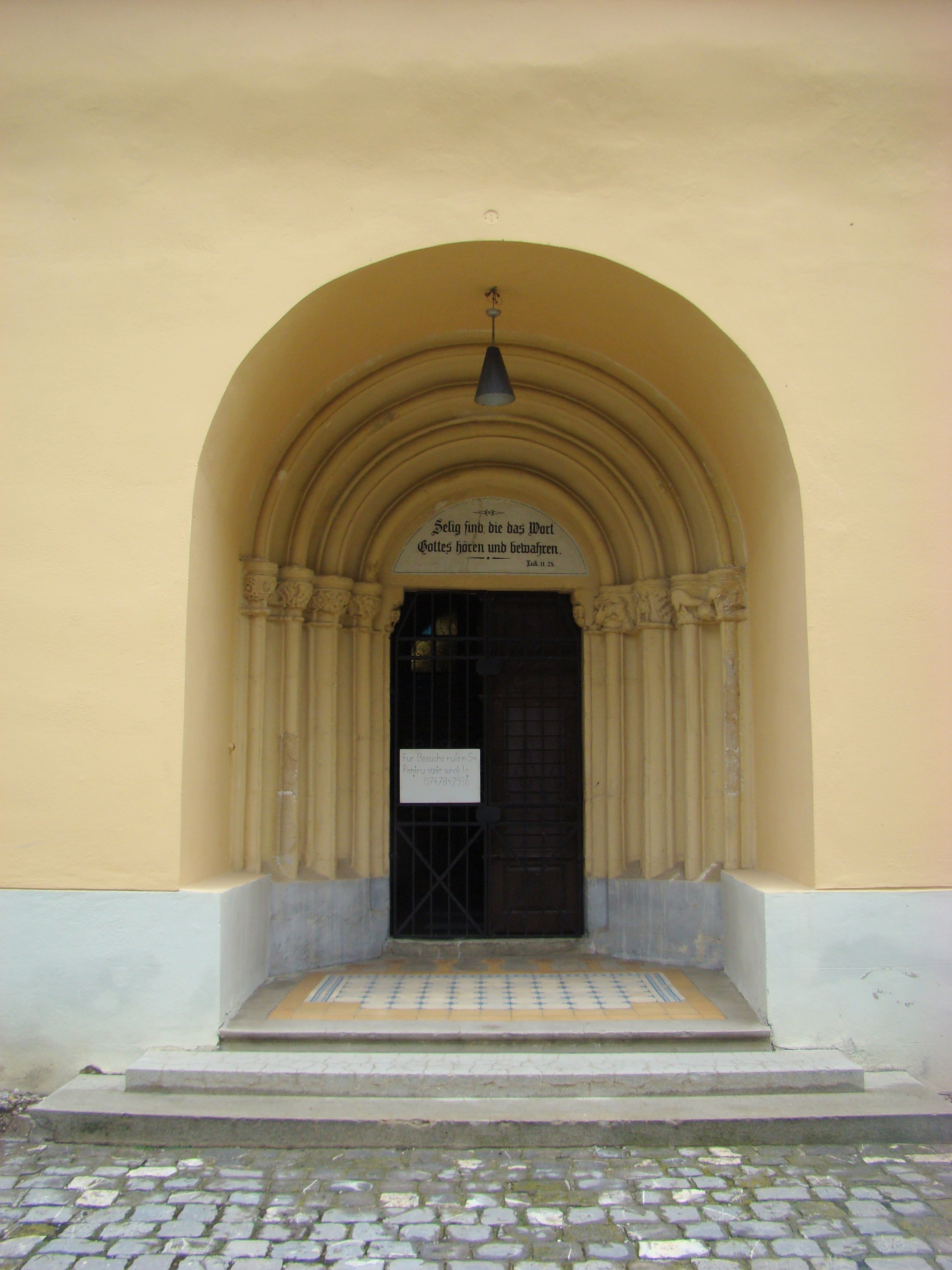
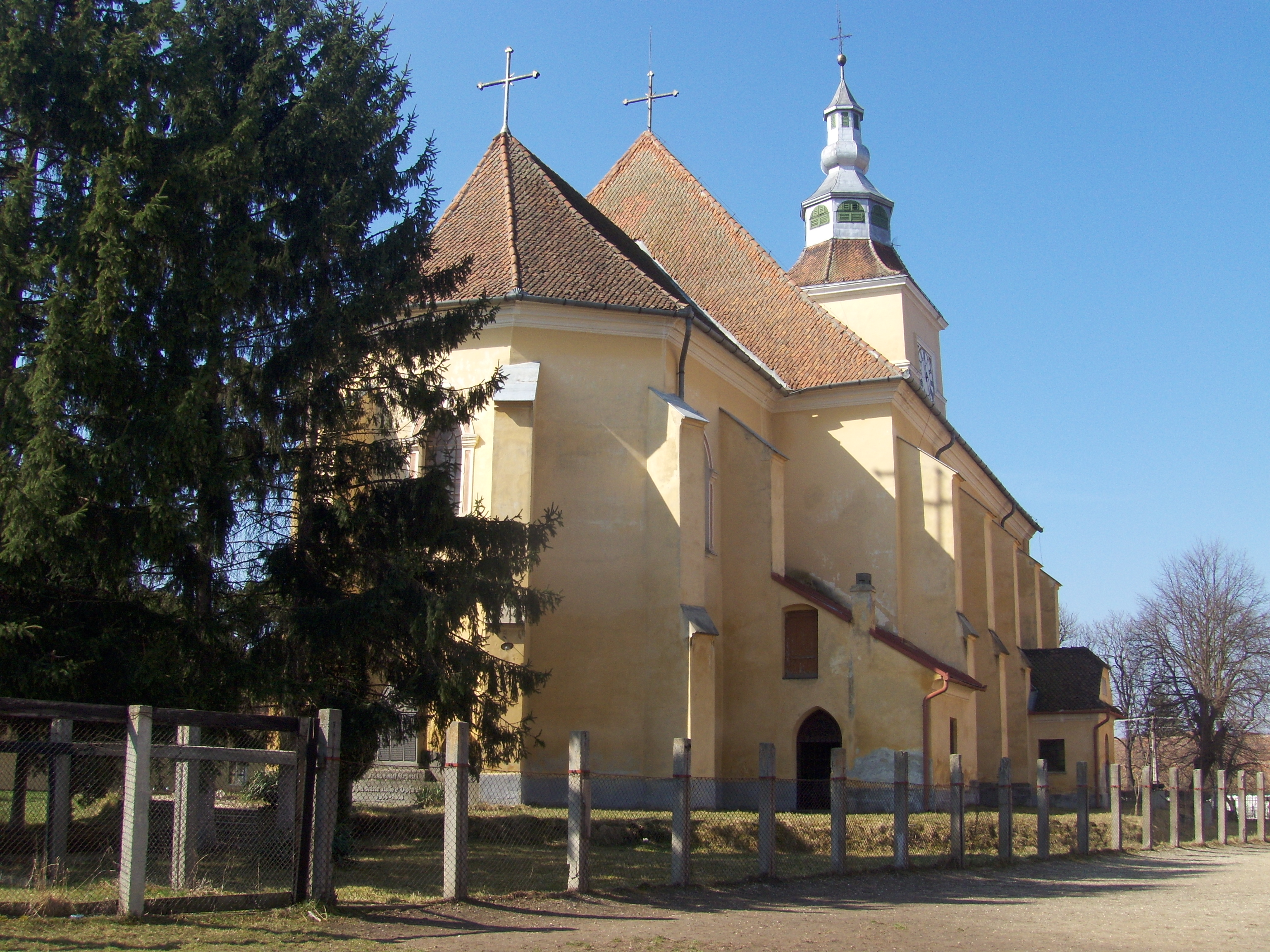

## Imagini din interior

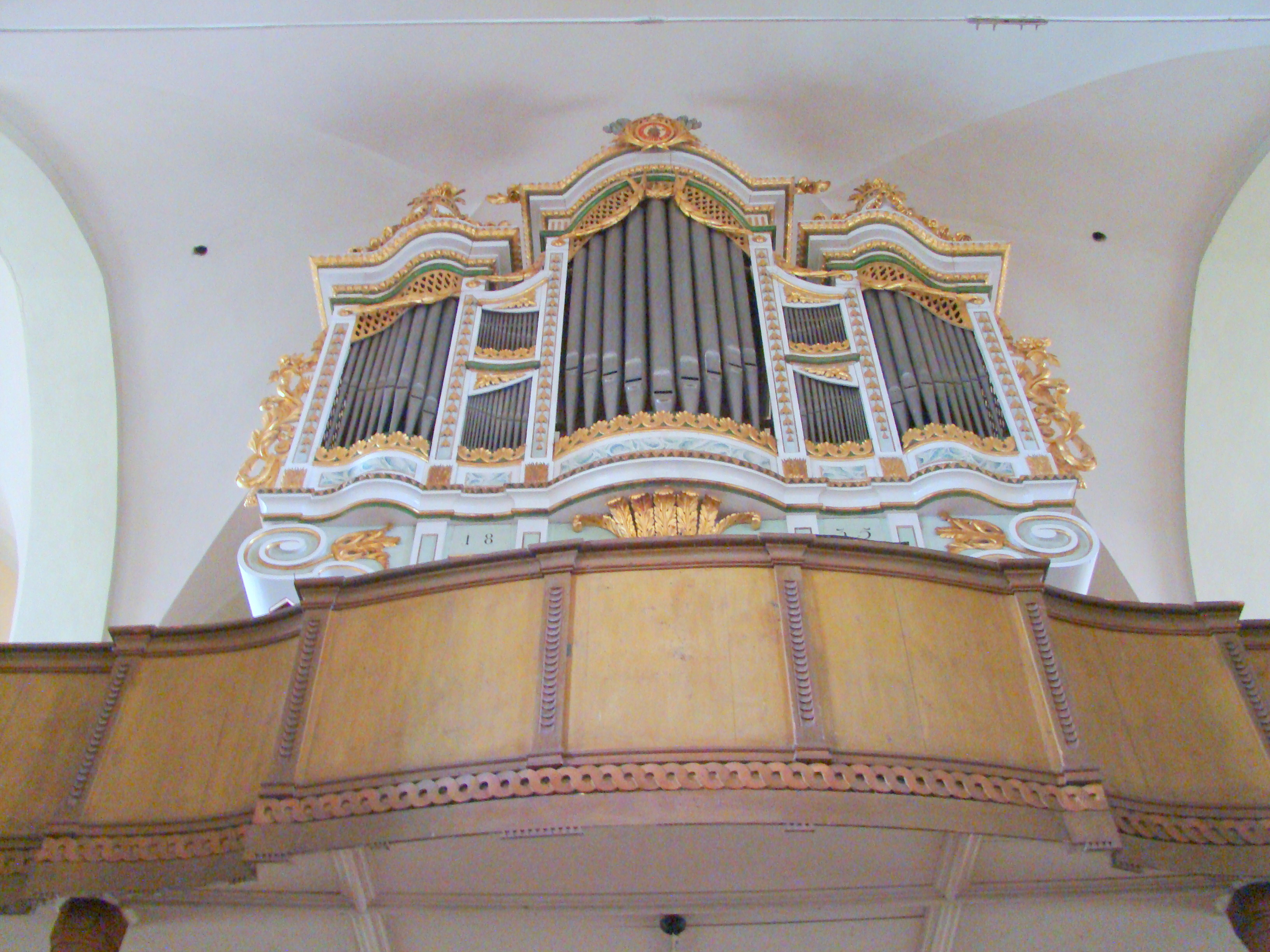
Orga bisericii construită în anul 1808 de Johann Thois, reparată de Wilhelm Hörbiger în 1878
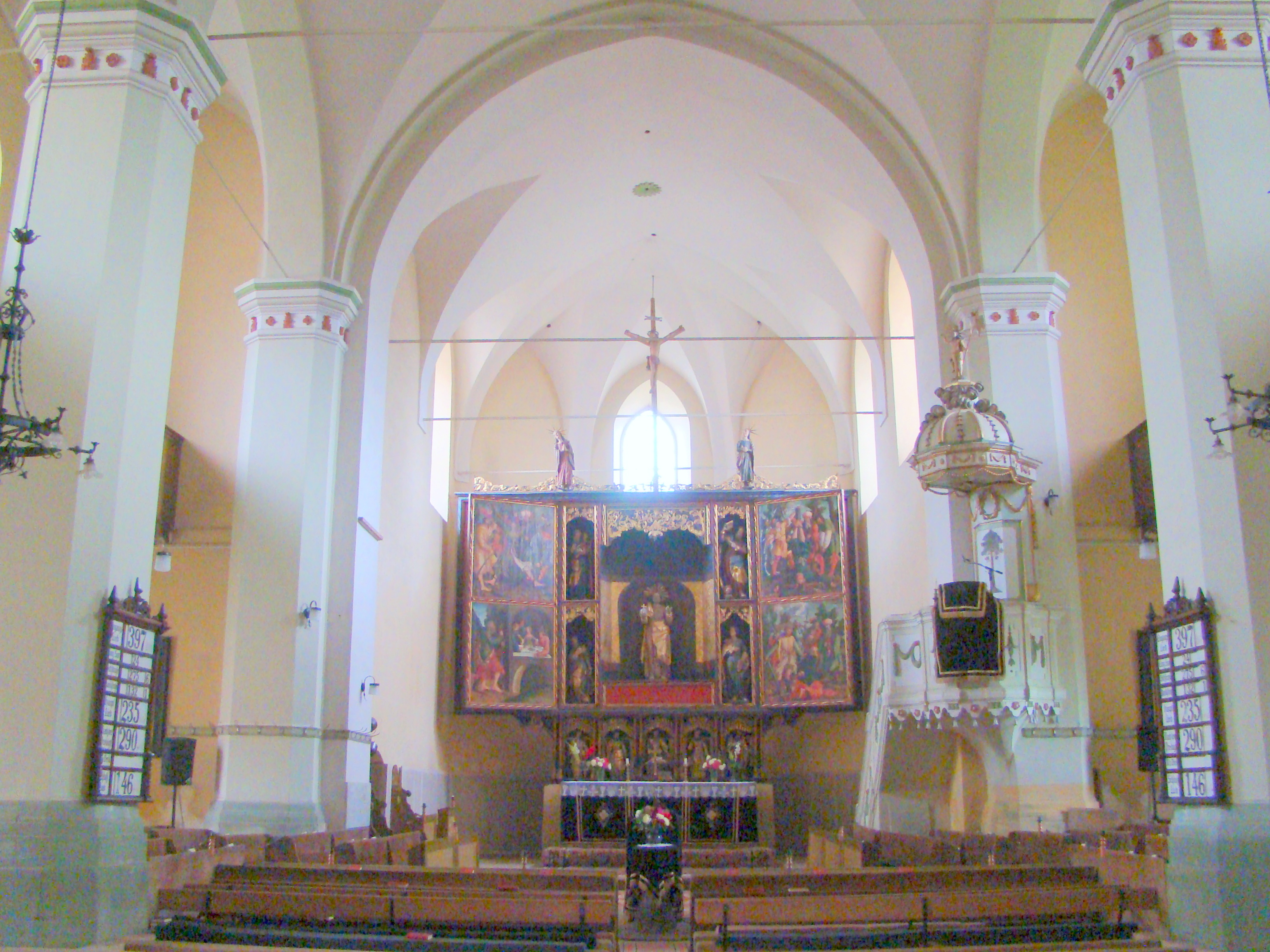
Nava spre altar
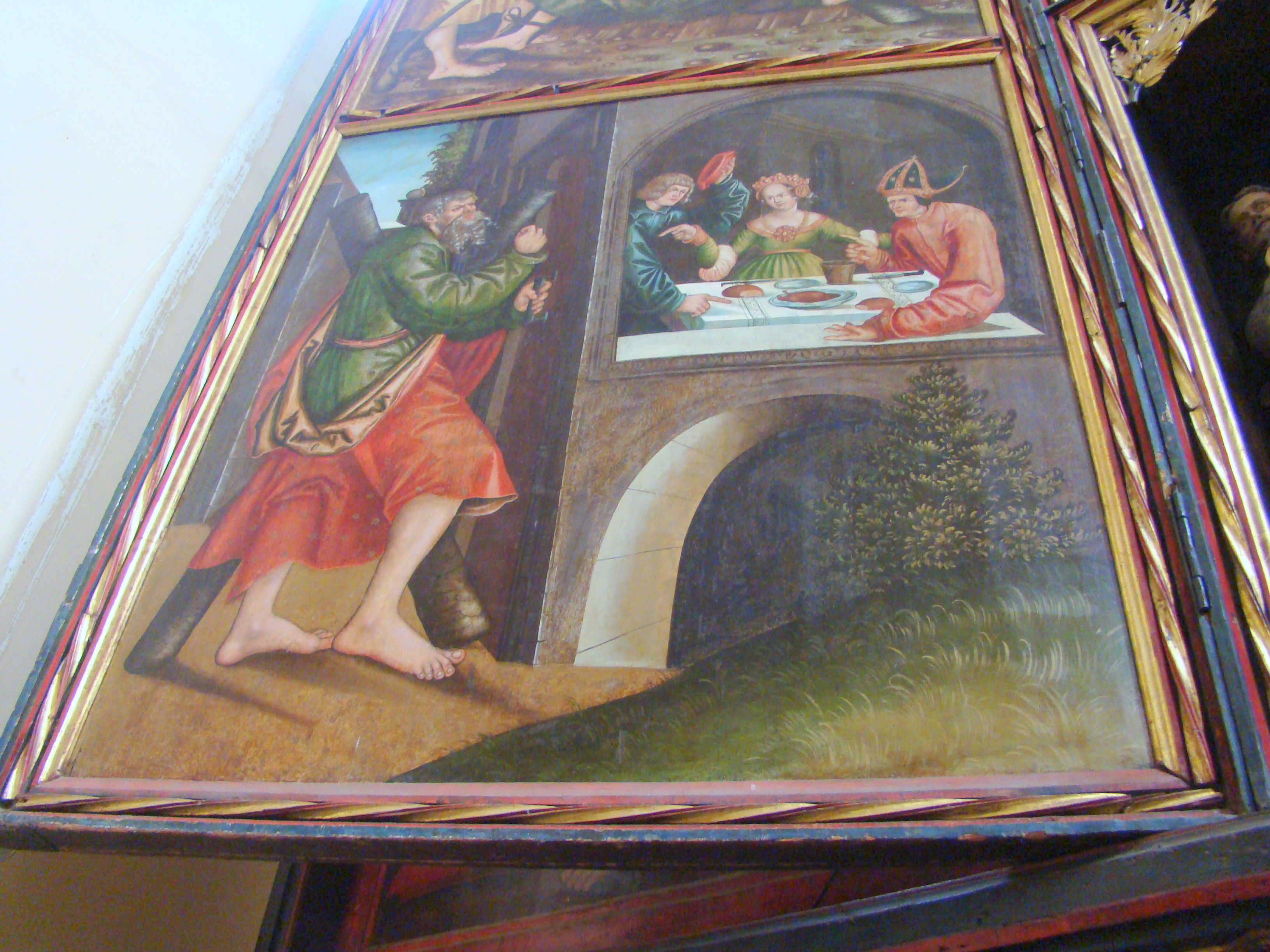
Sf.Andrei salvează un episcop de ispită
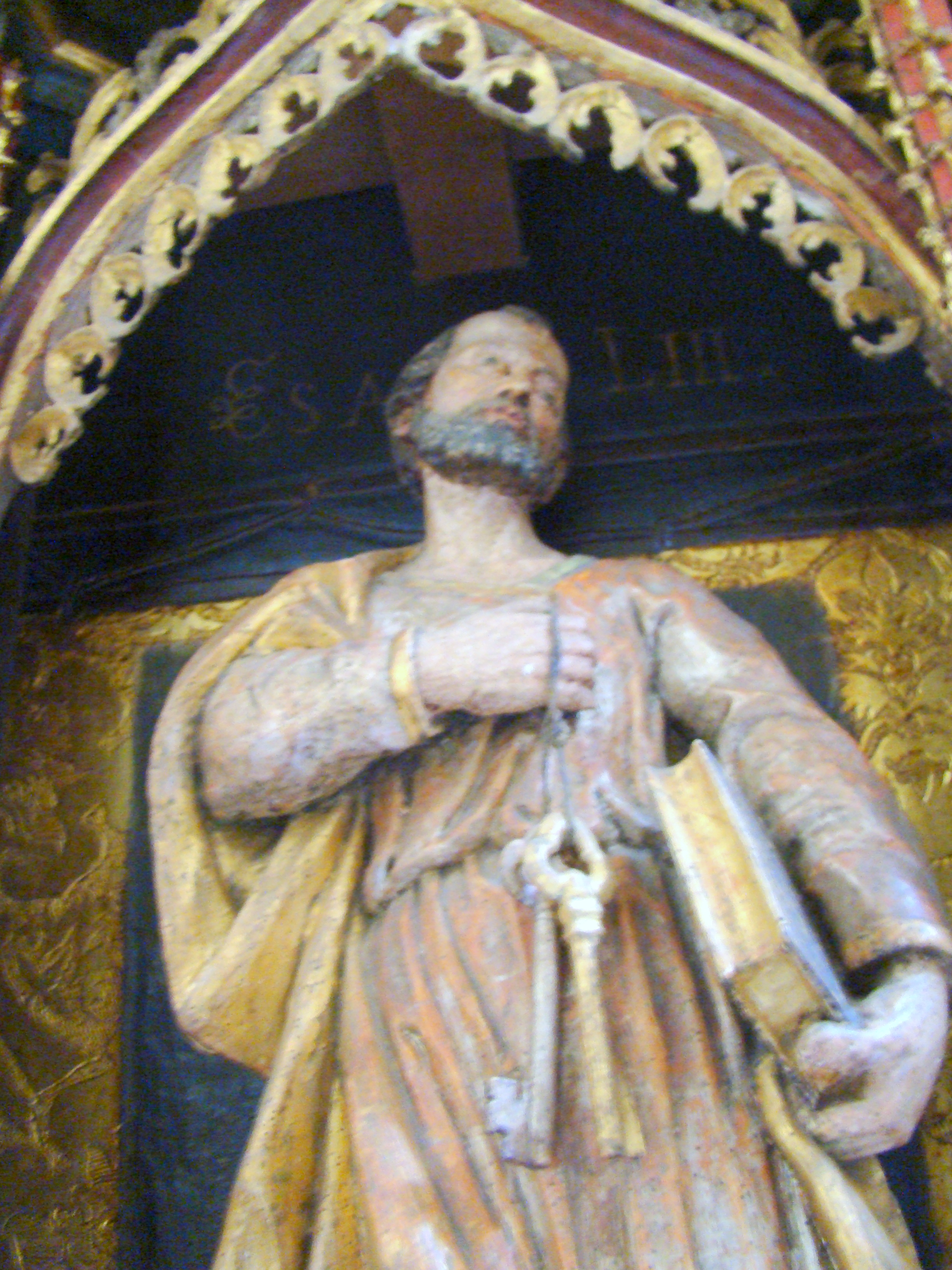
Sf.Petru]][File:RO BV Biserica evanghelica din Halchiu (7).jpg |thumb|290px|Executarea Sf.Apostol Iacob
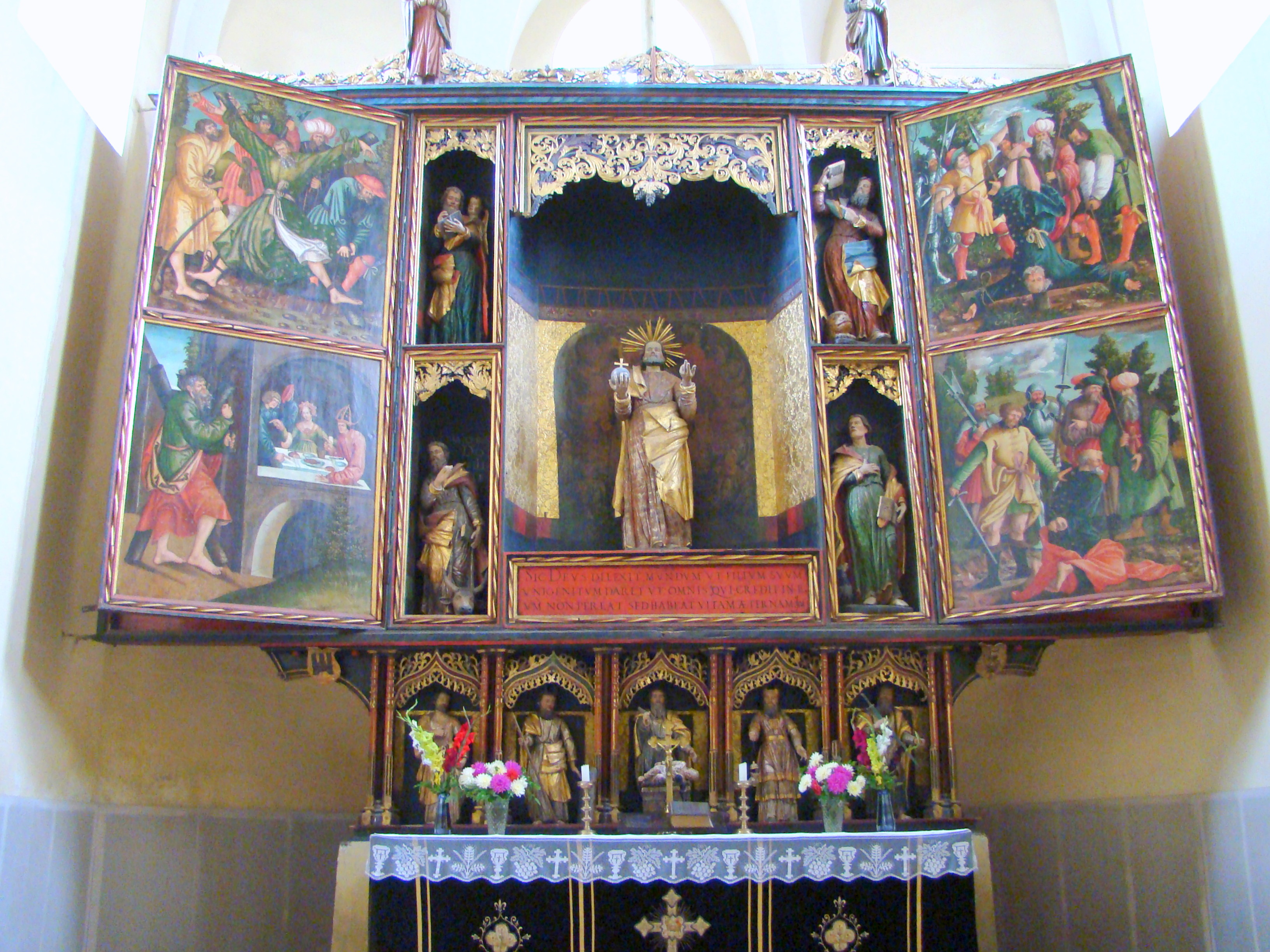
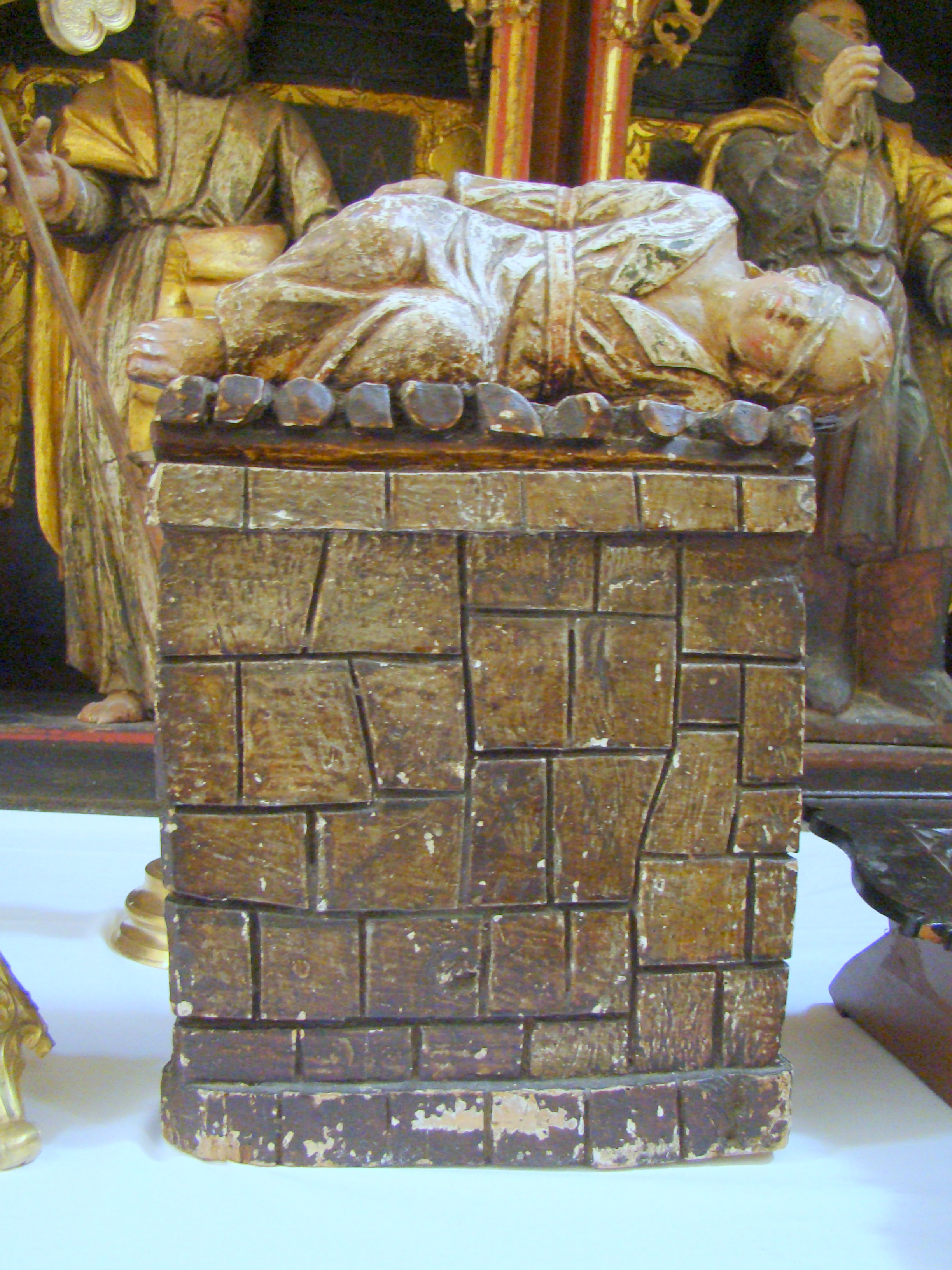
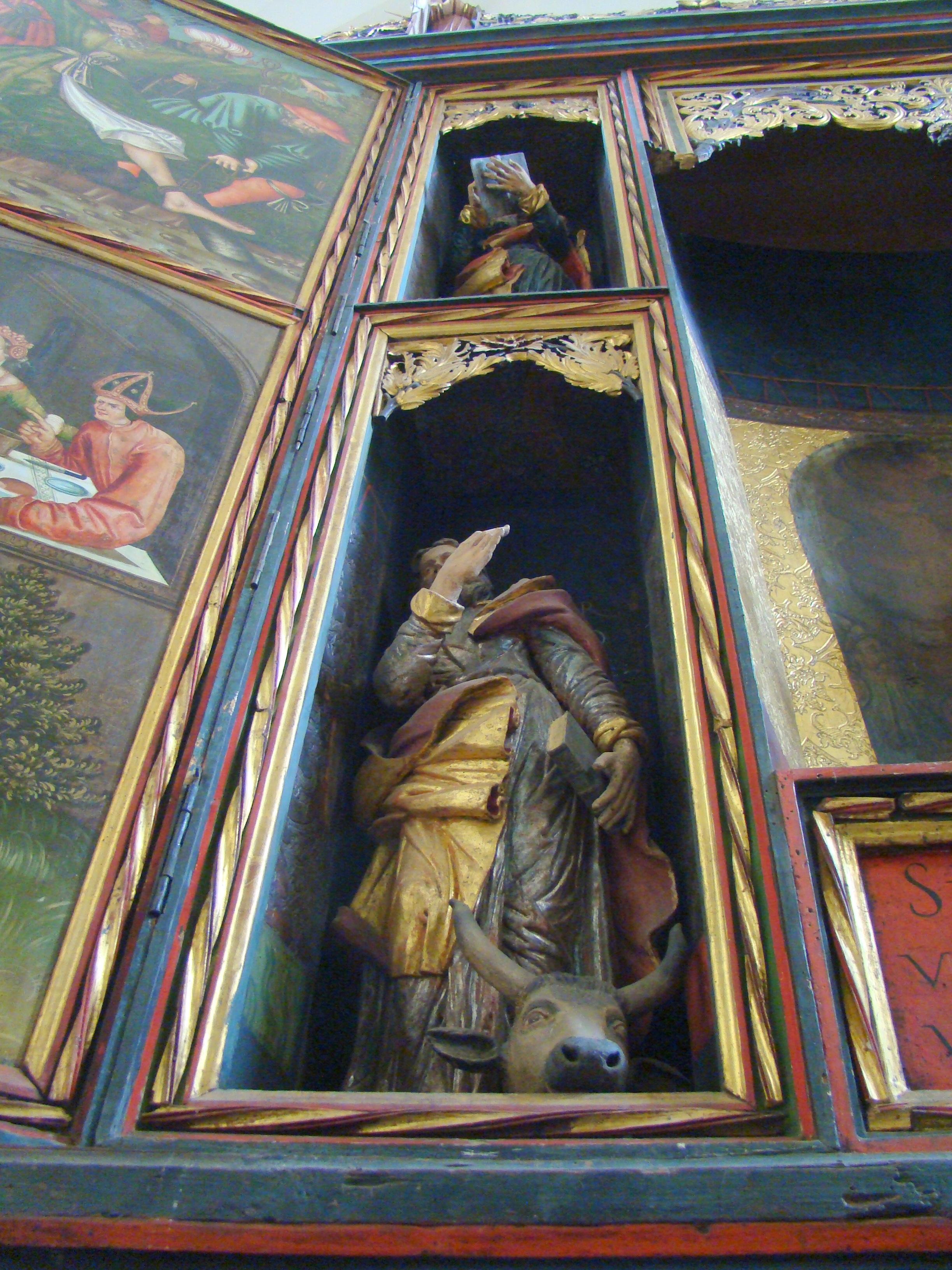
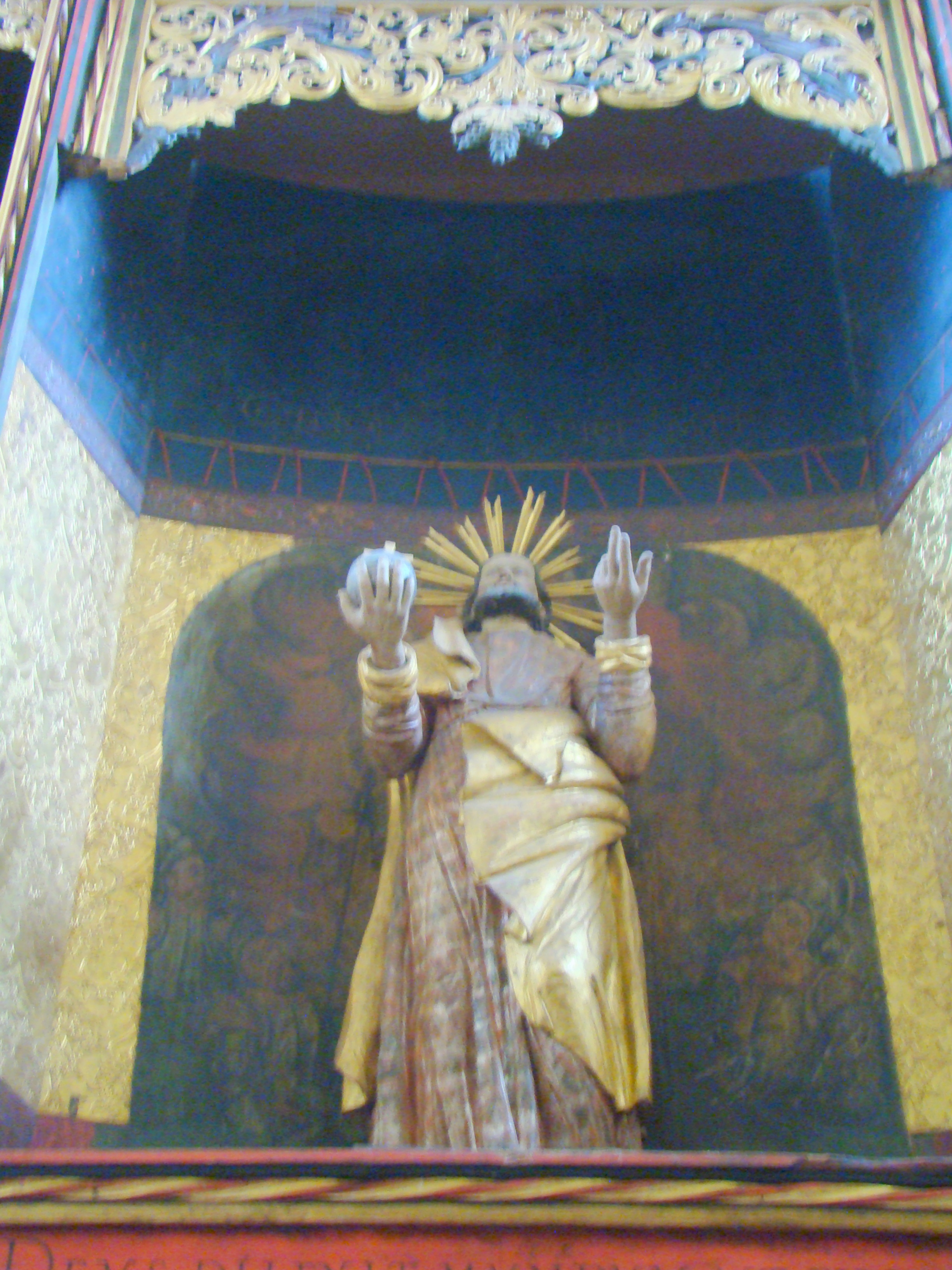
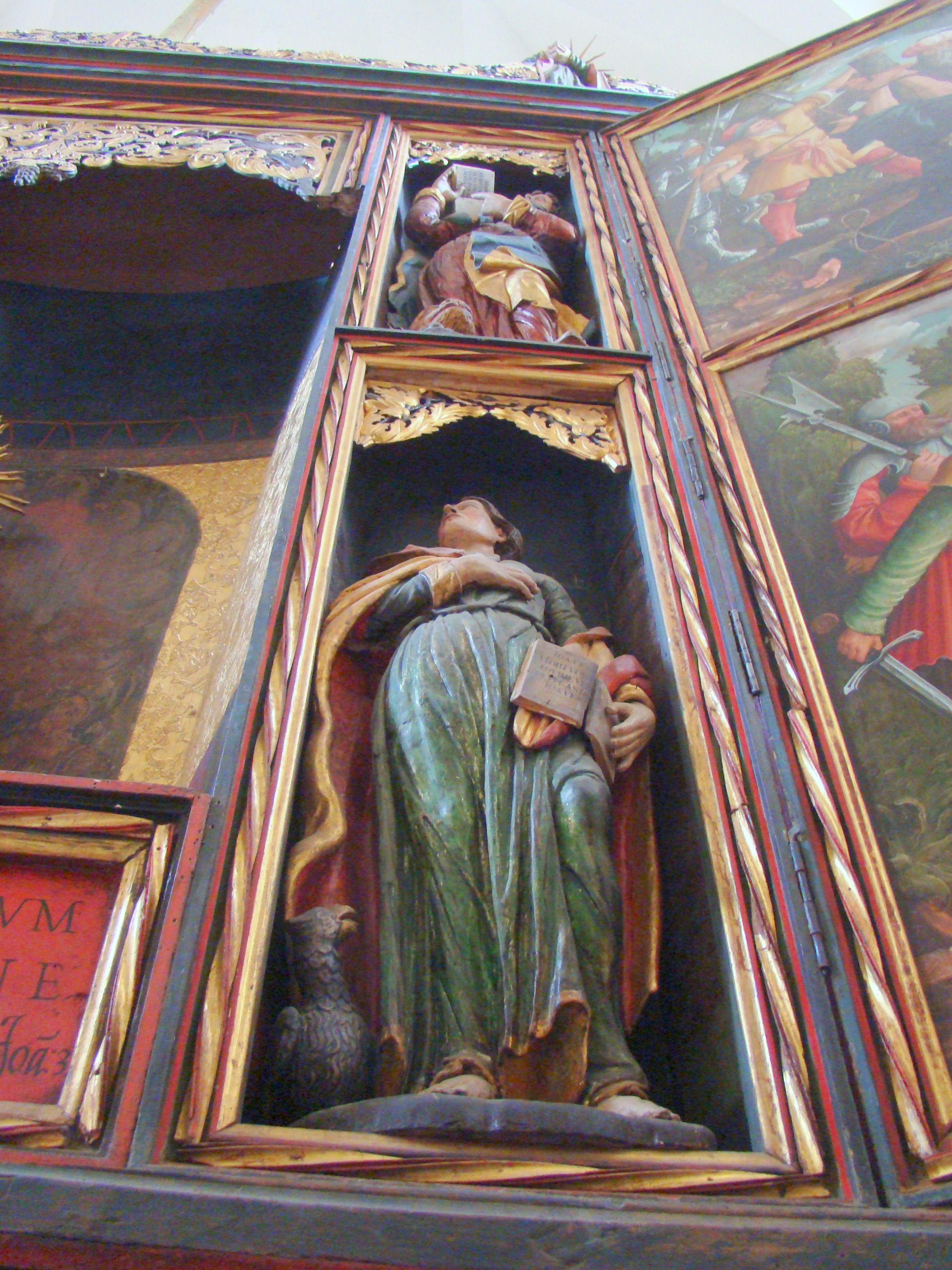
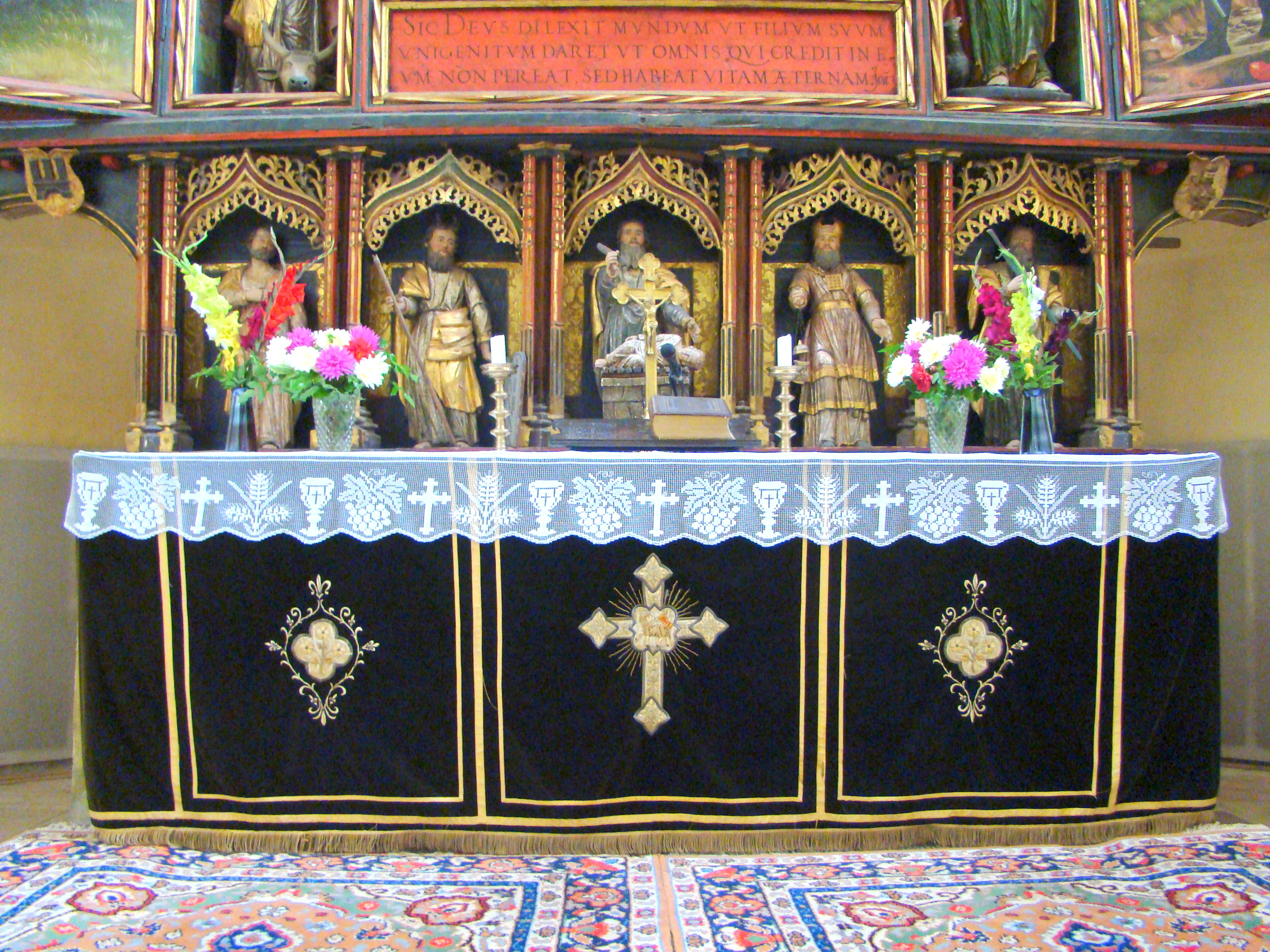
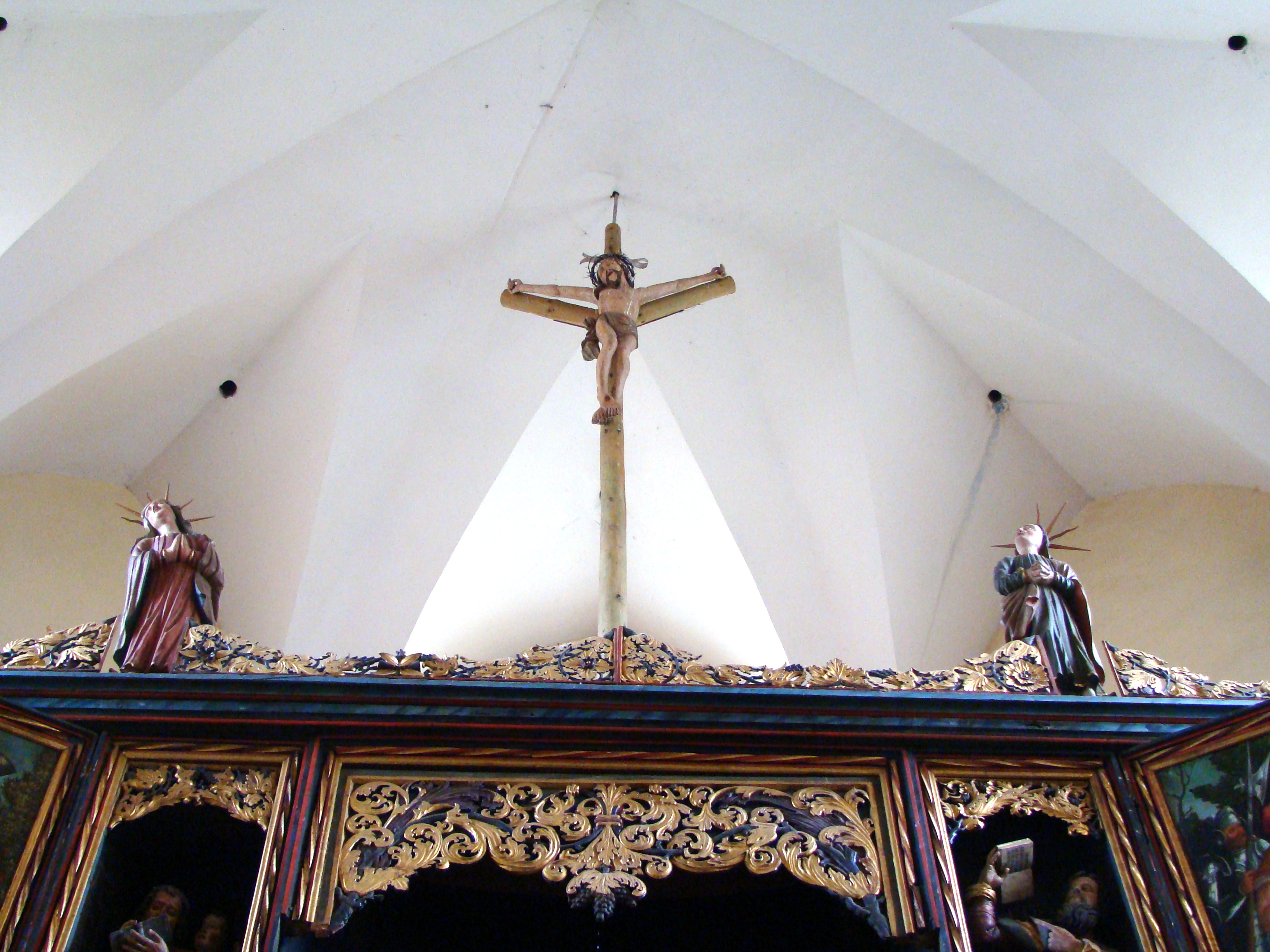
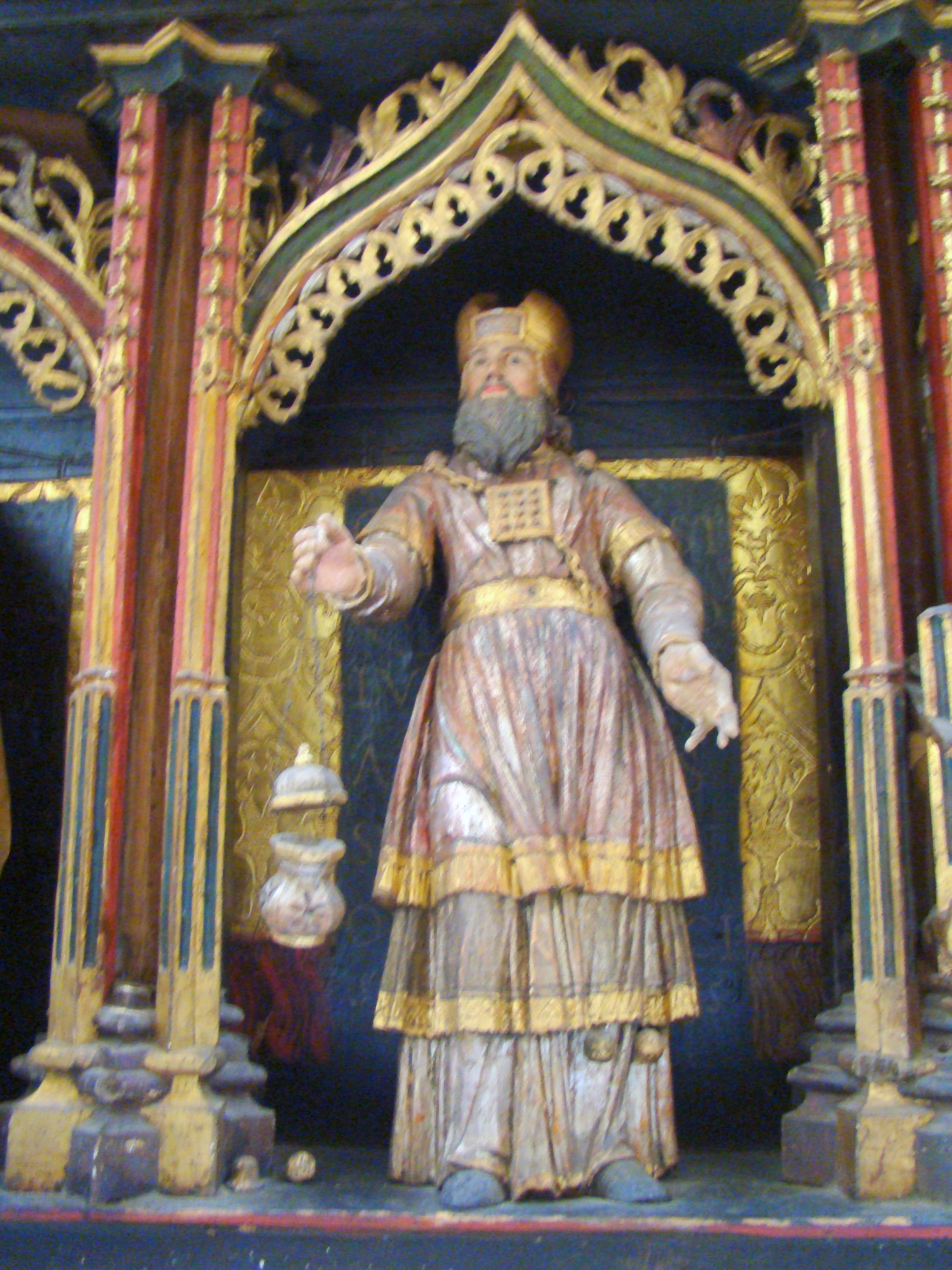
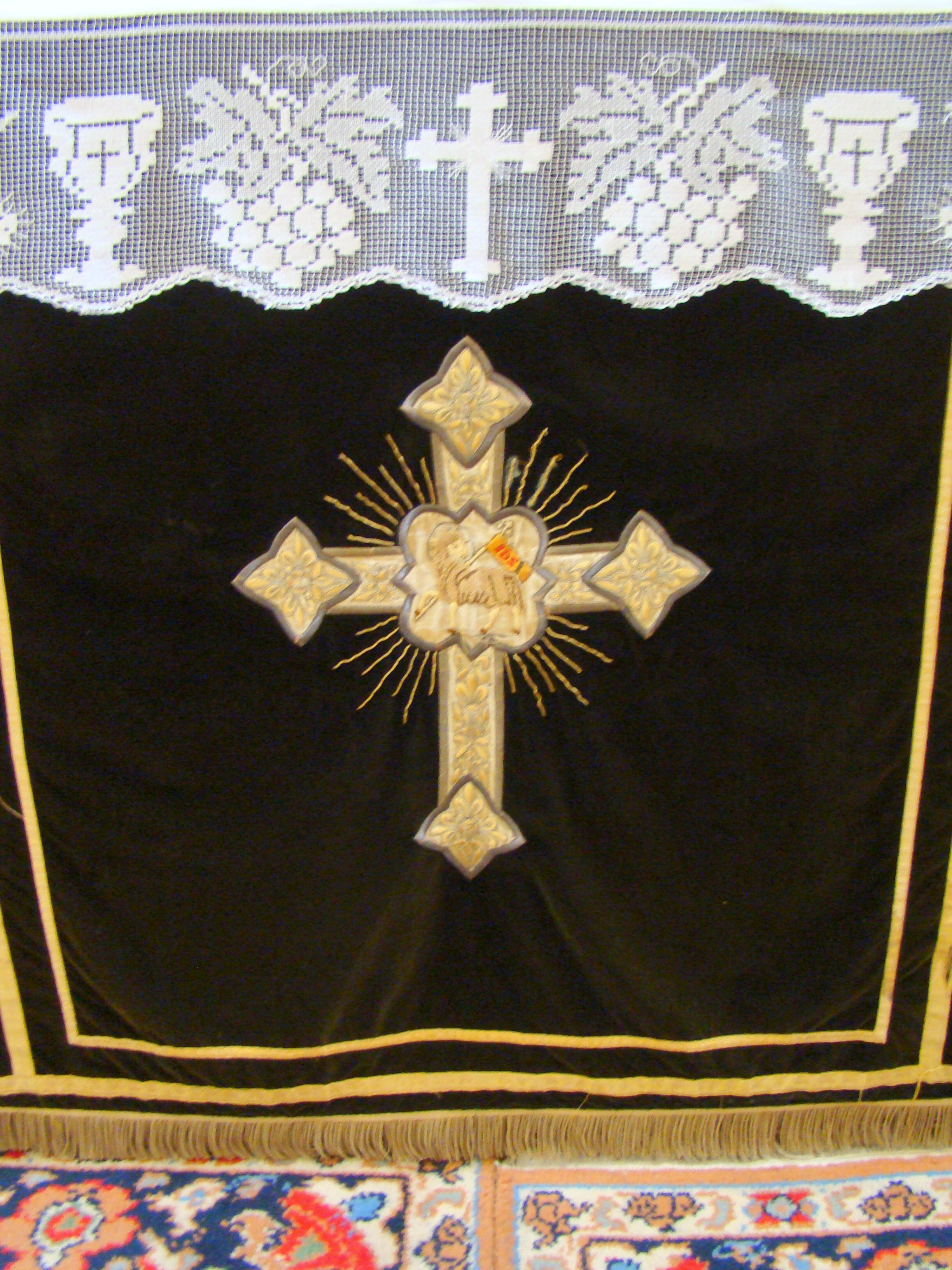
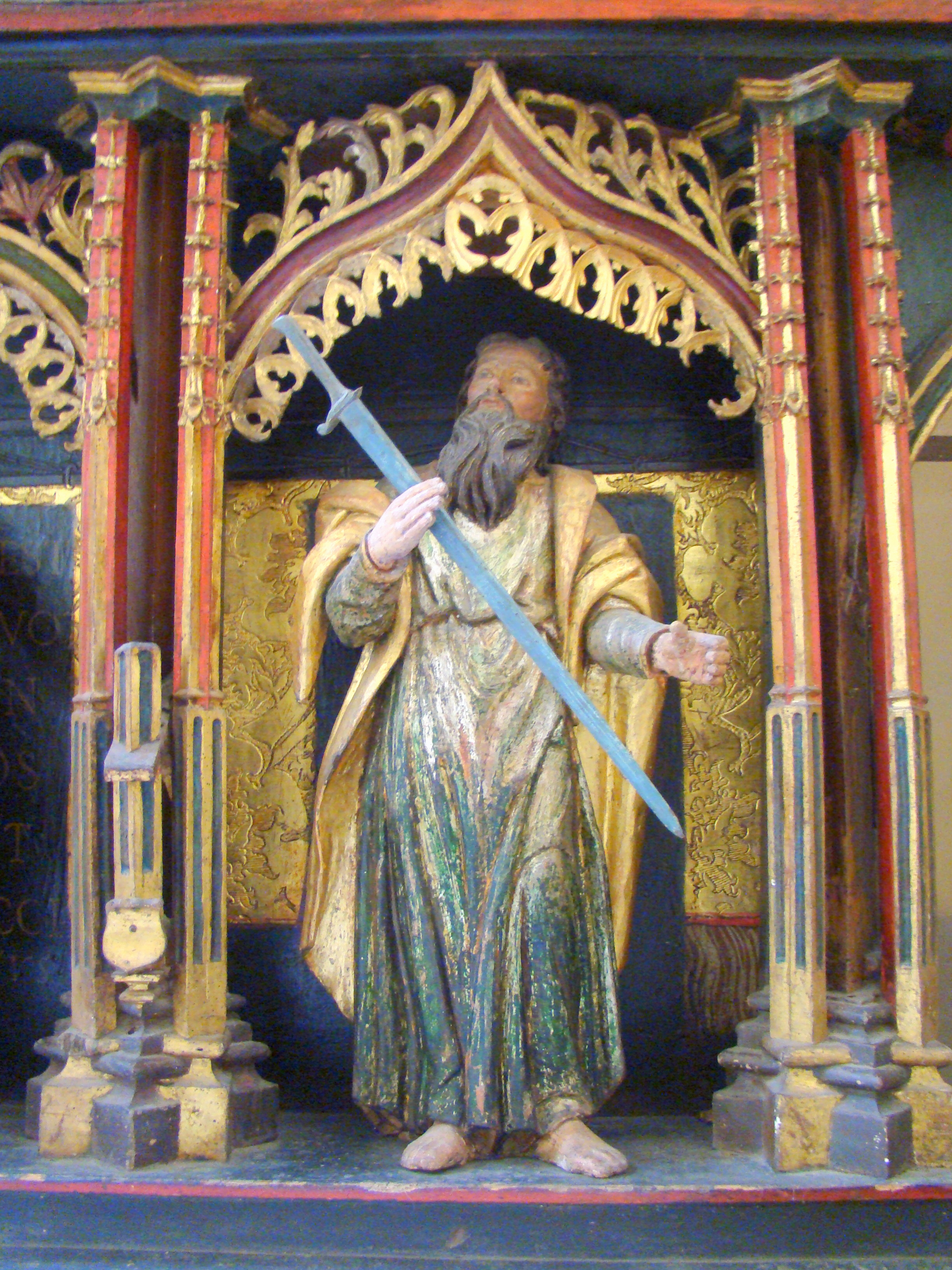
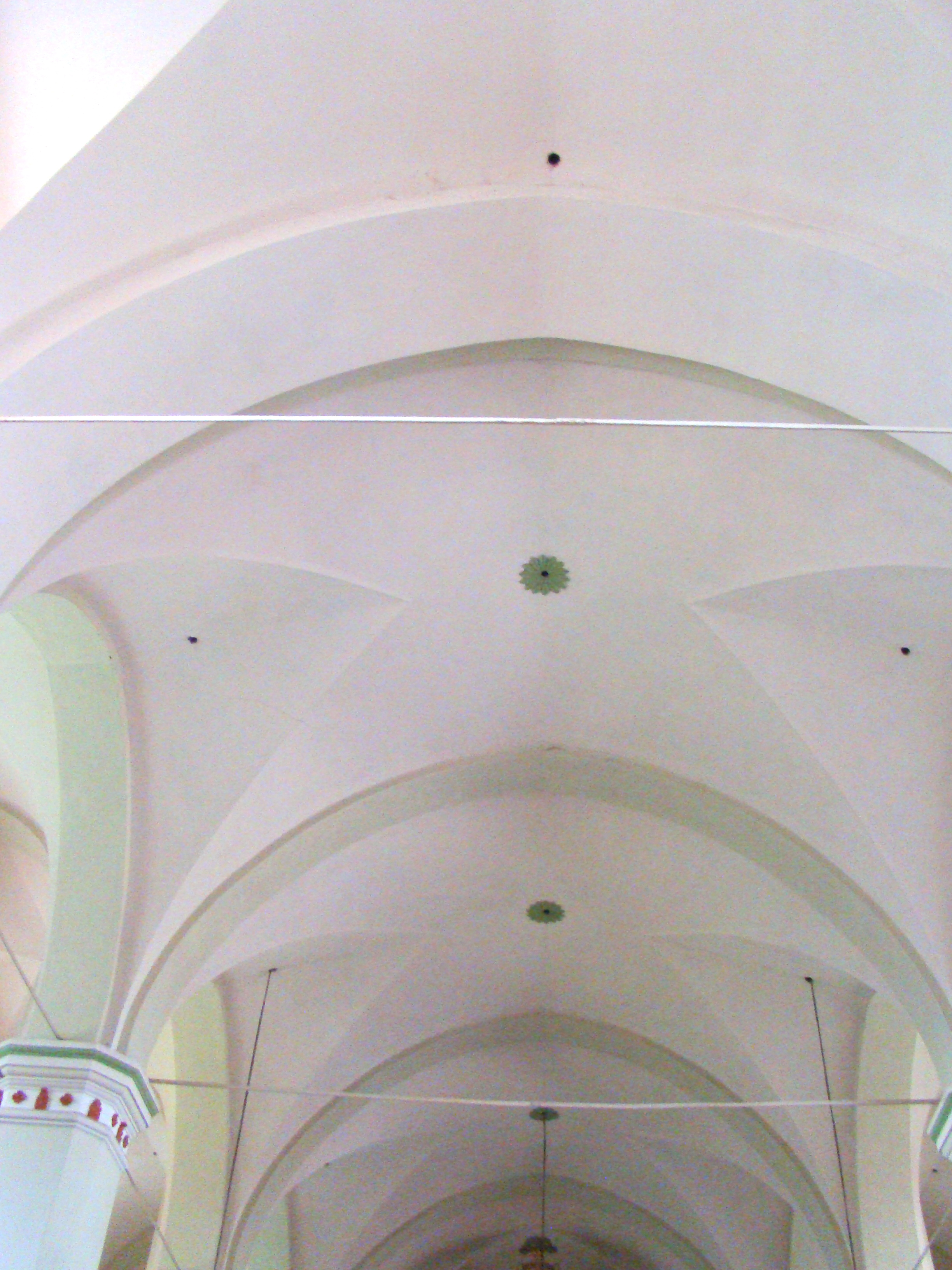
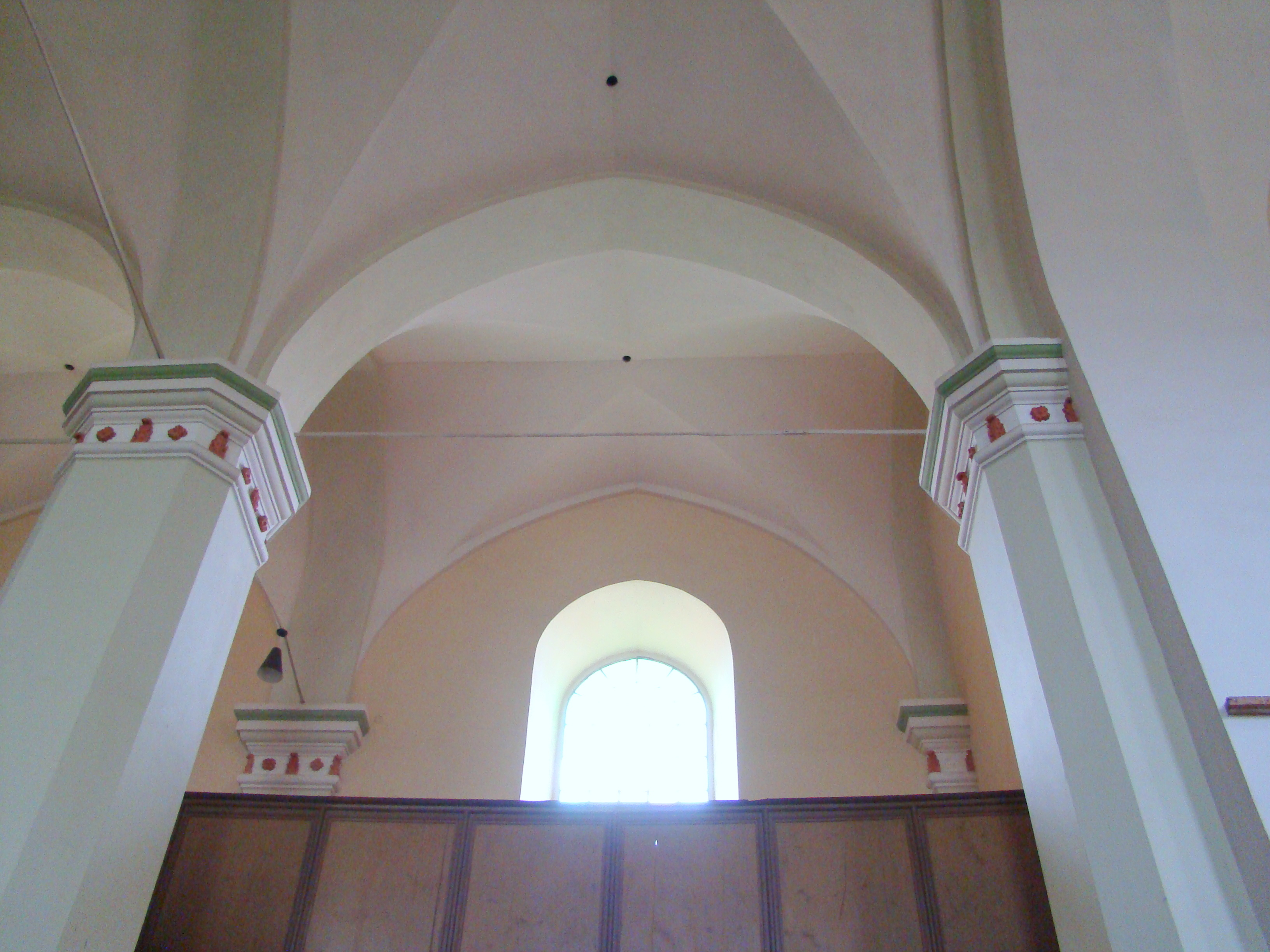
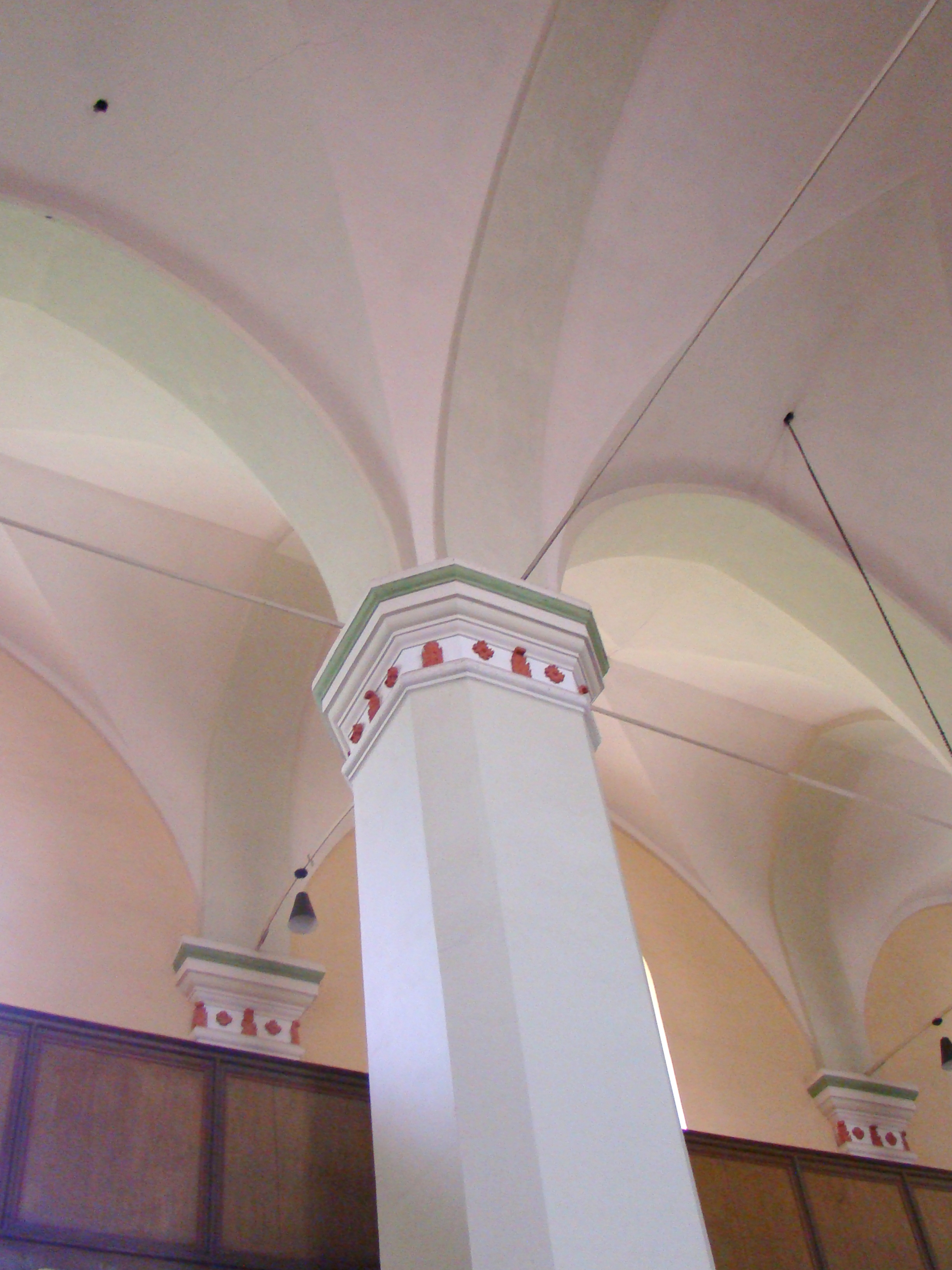
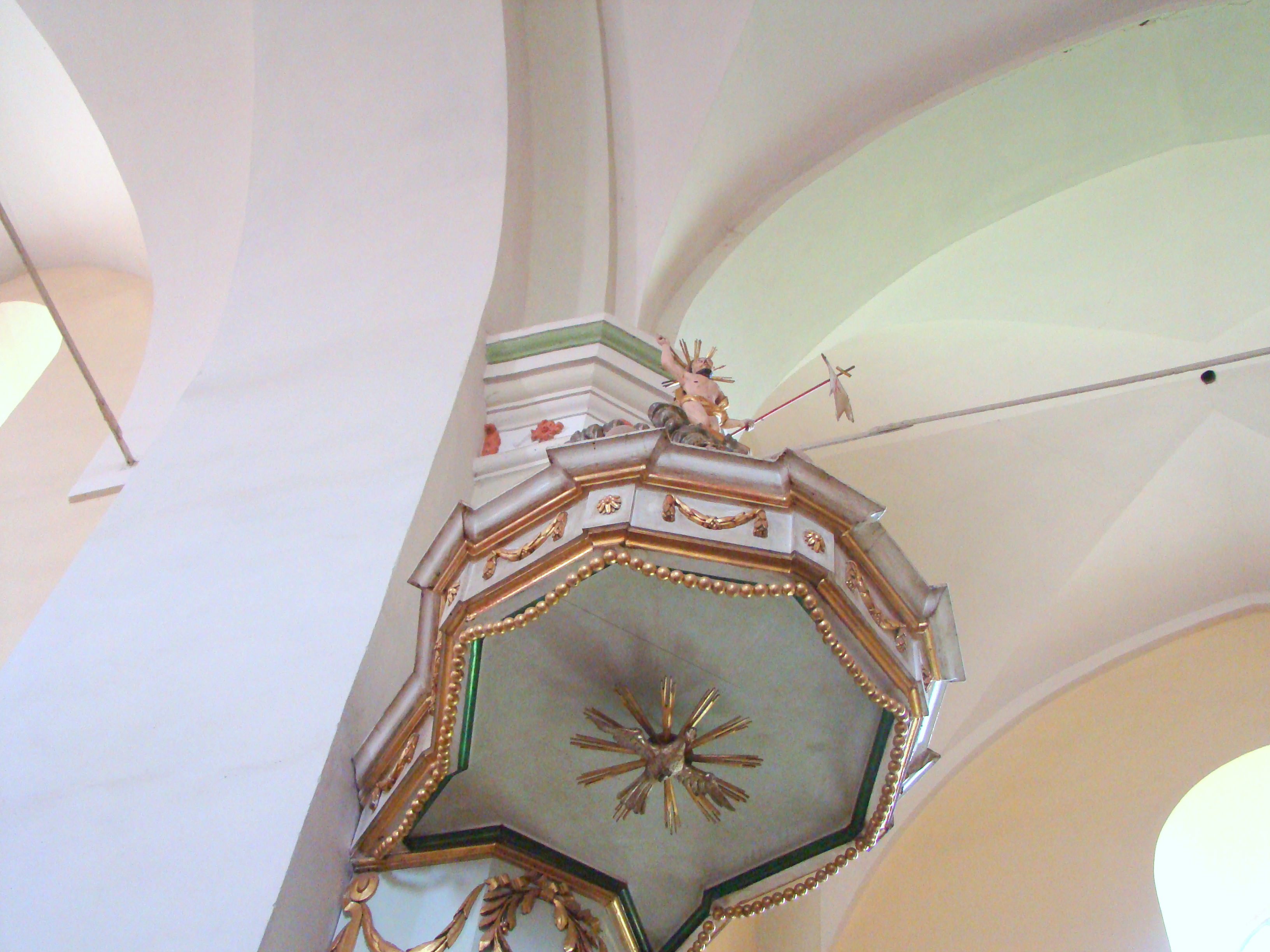
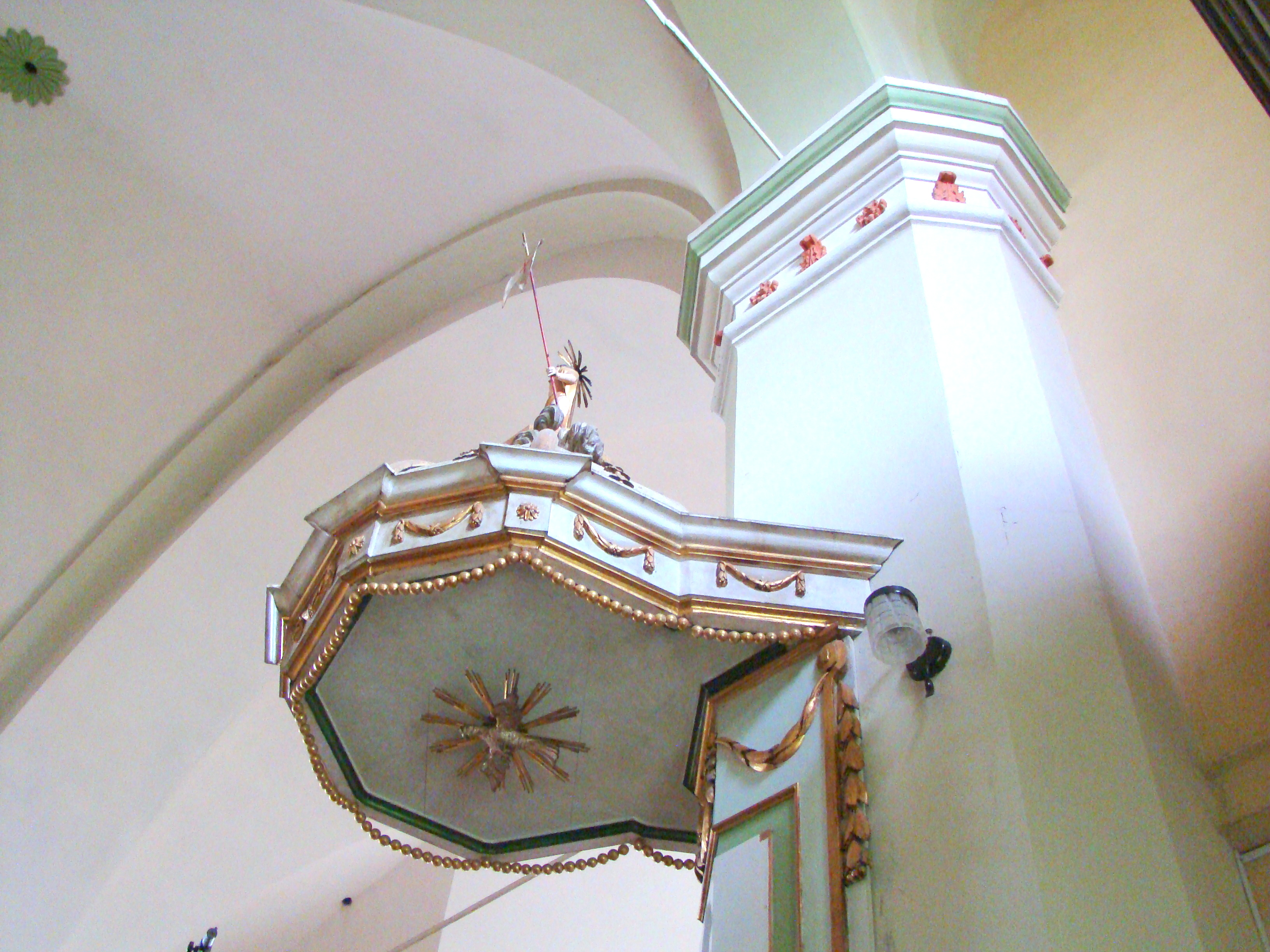
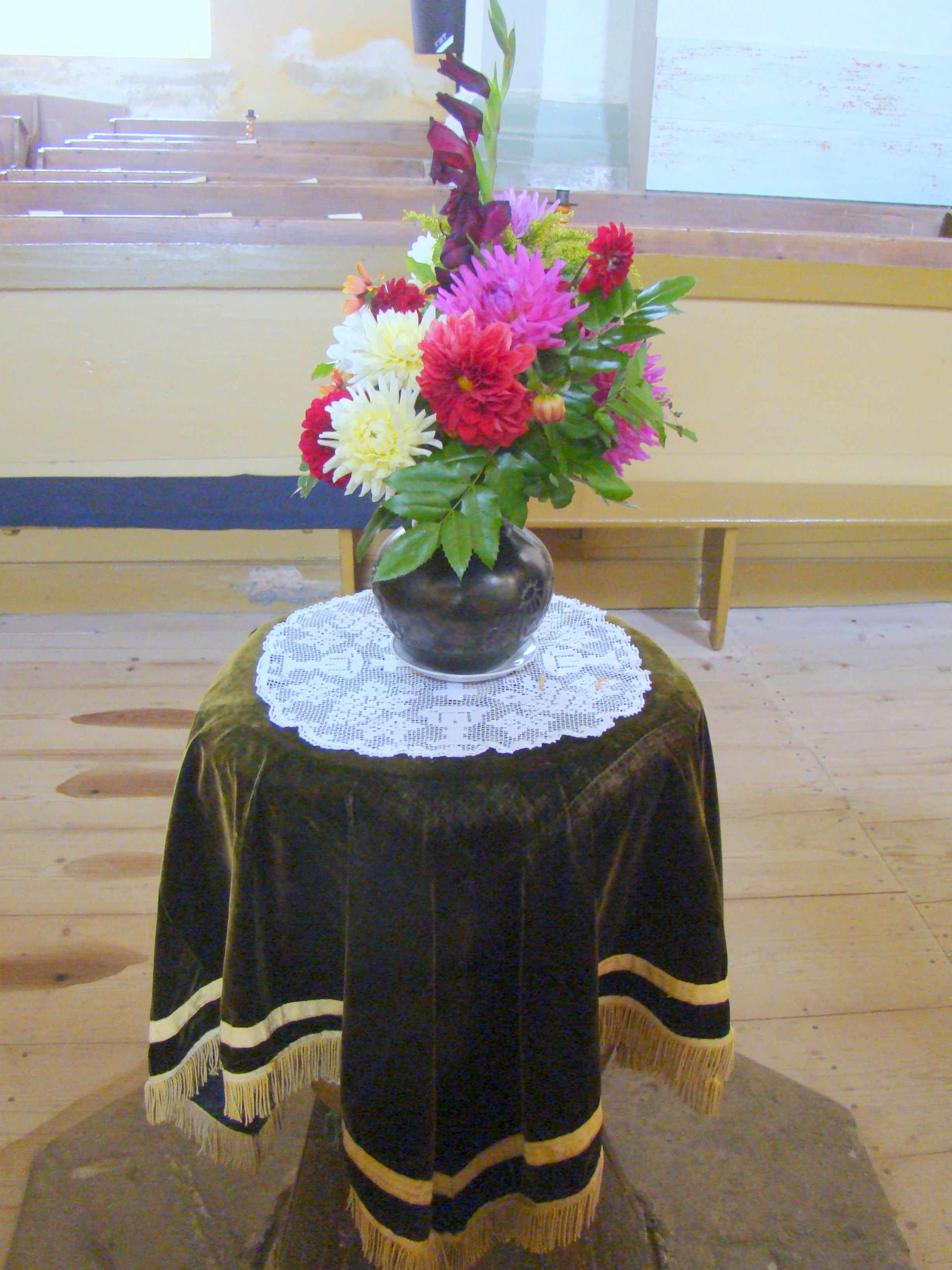
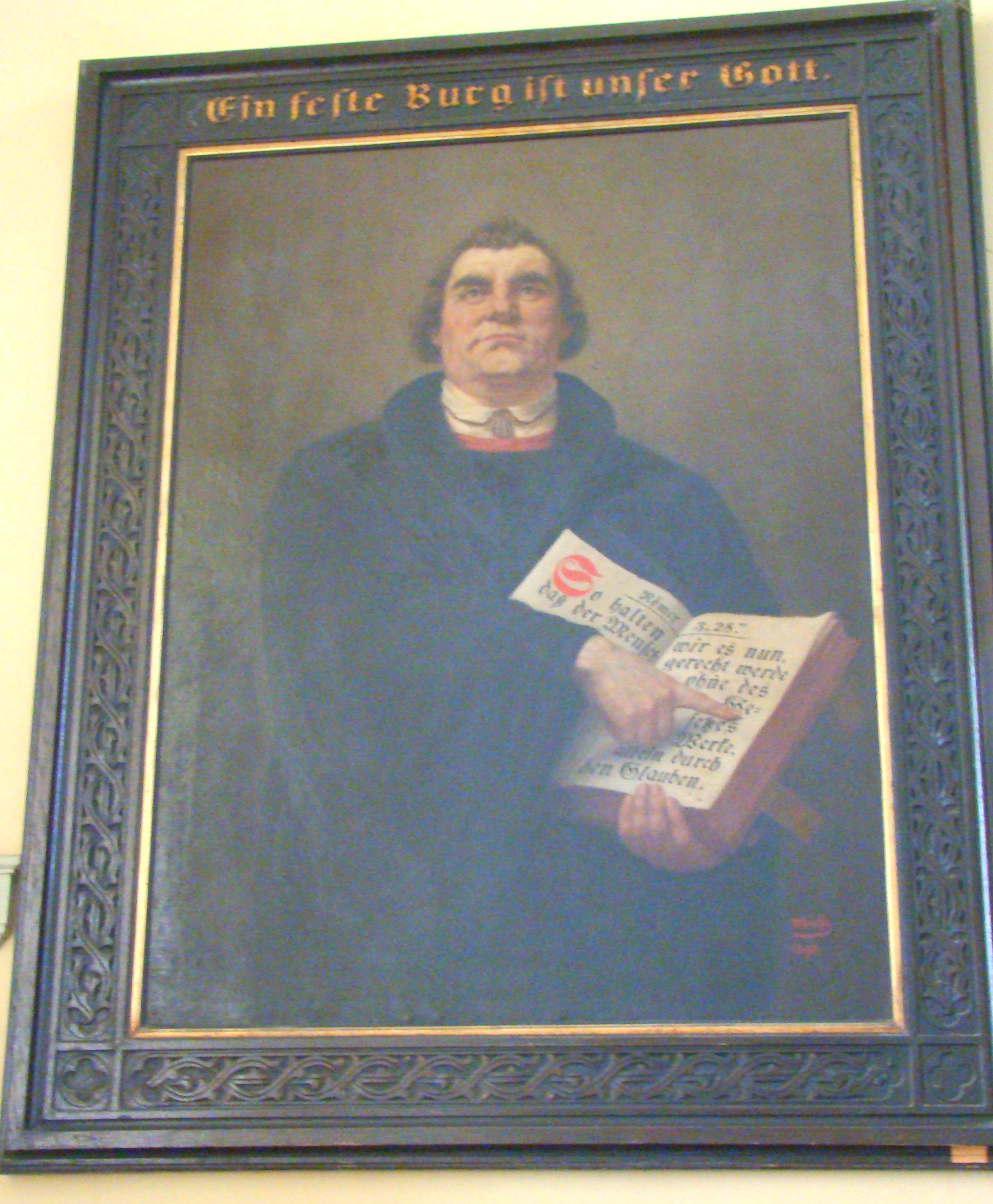
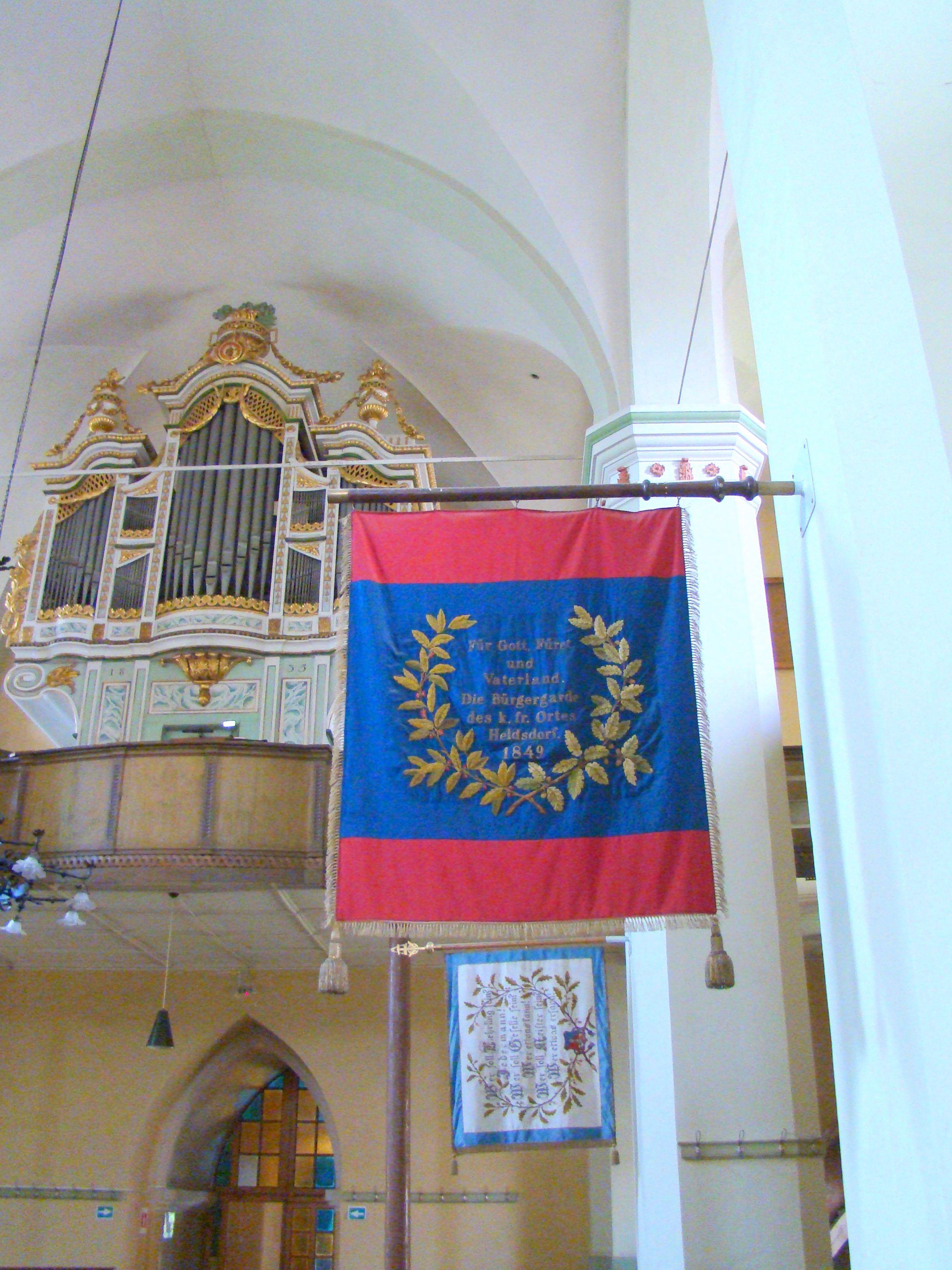
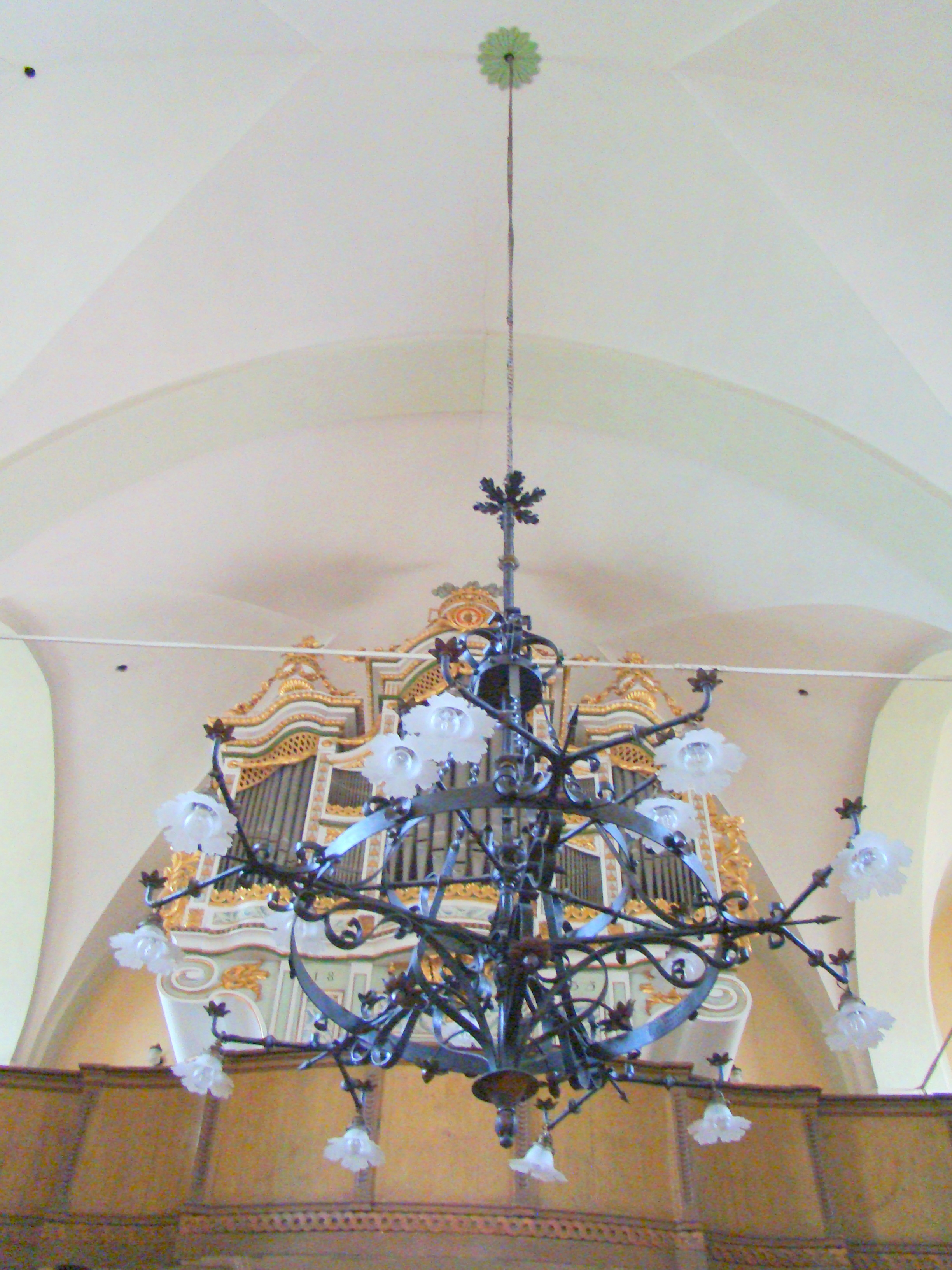
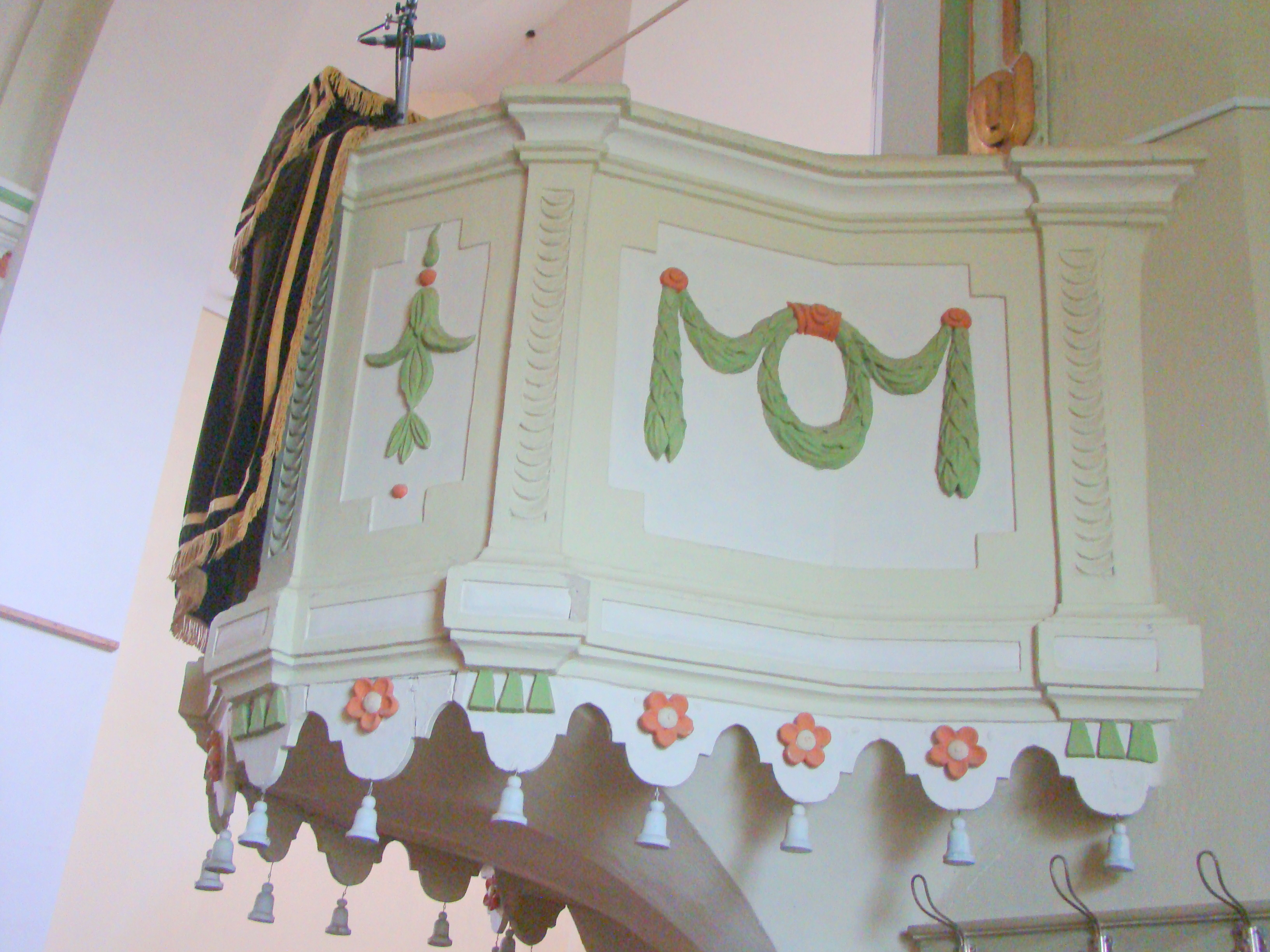
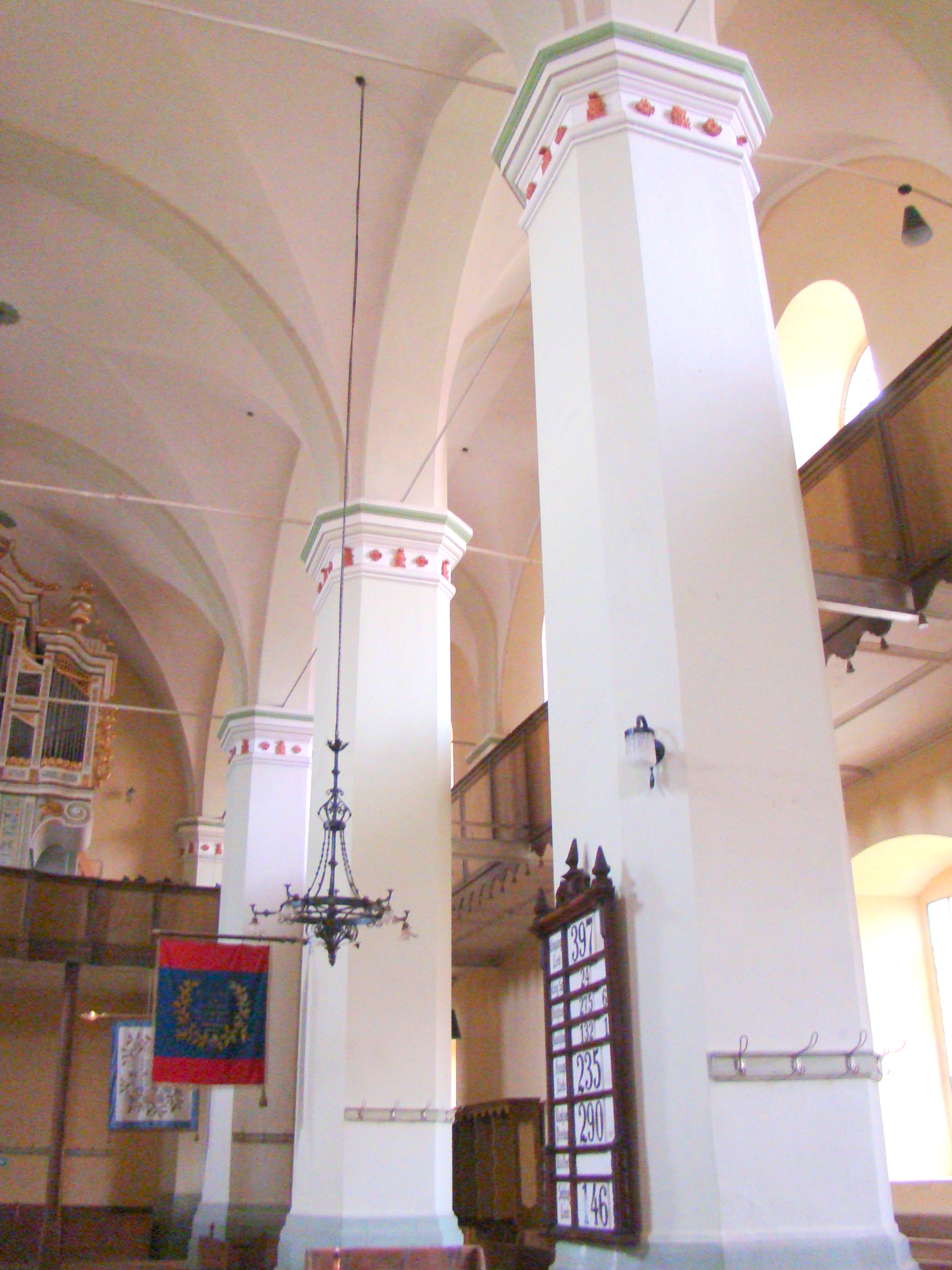
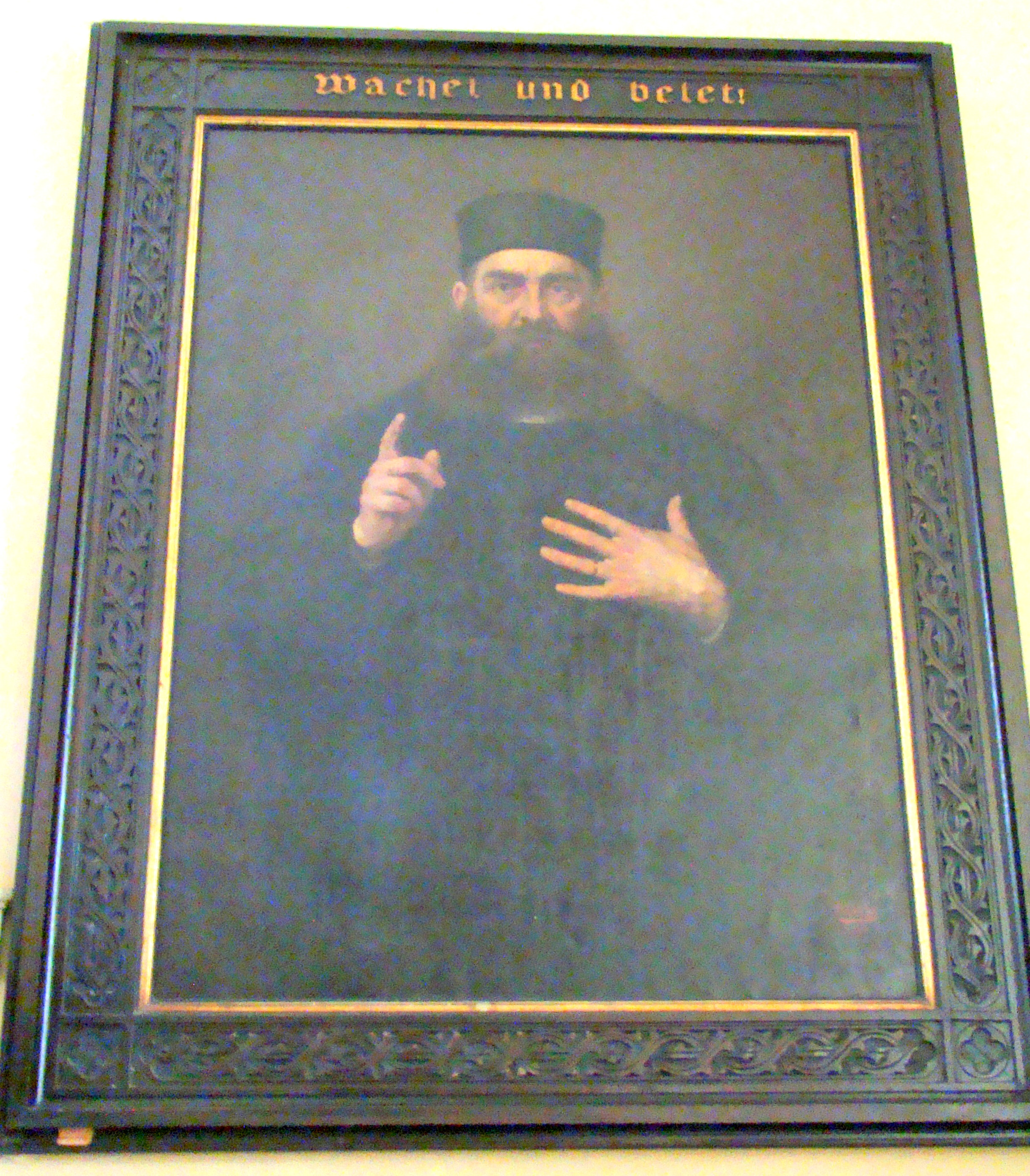
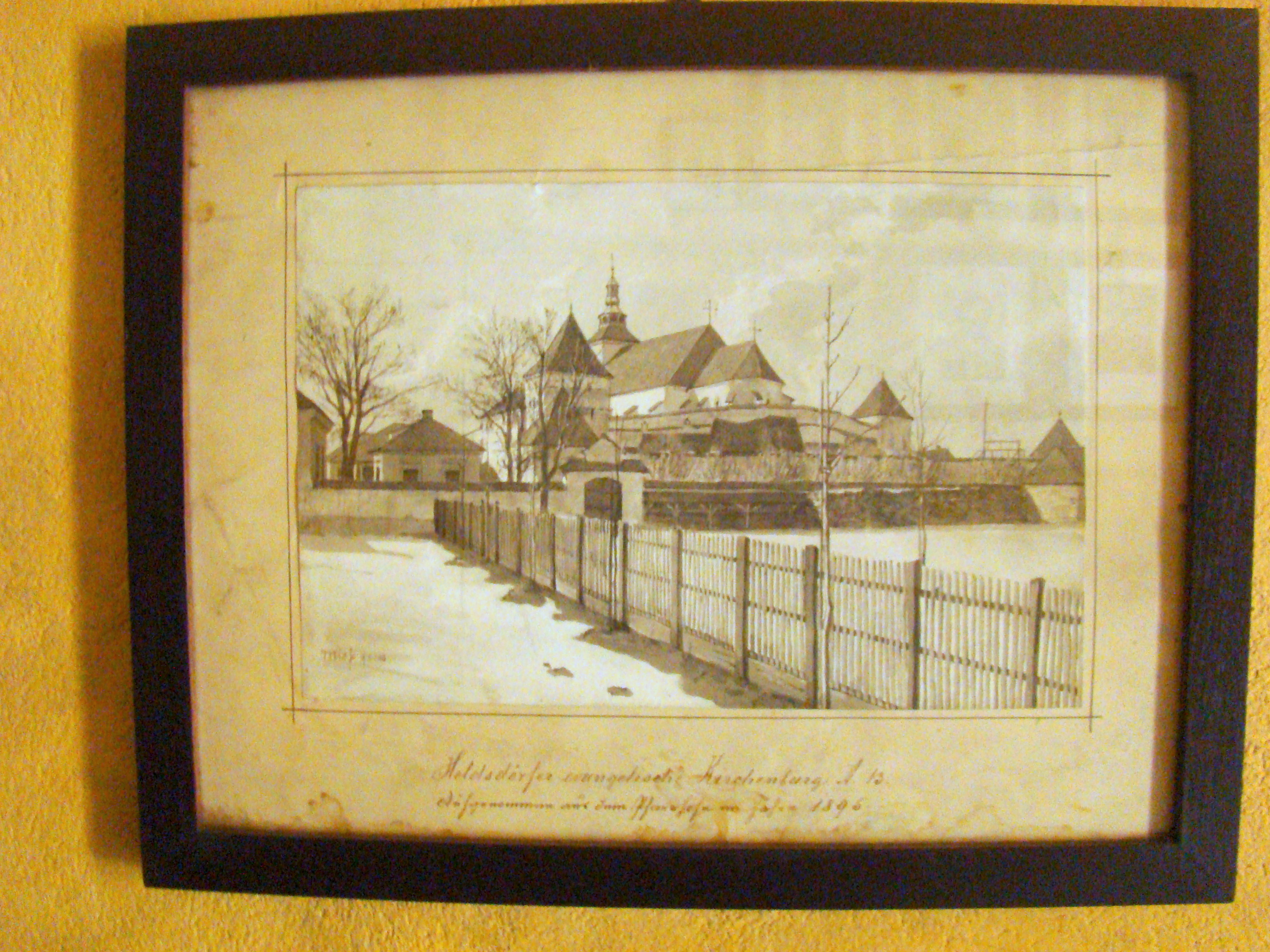
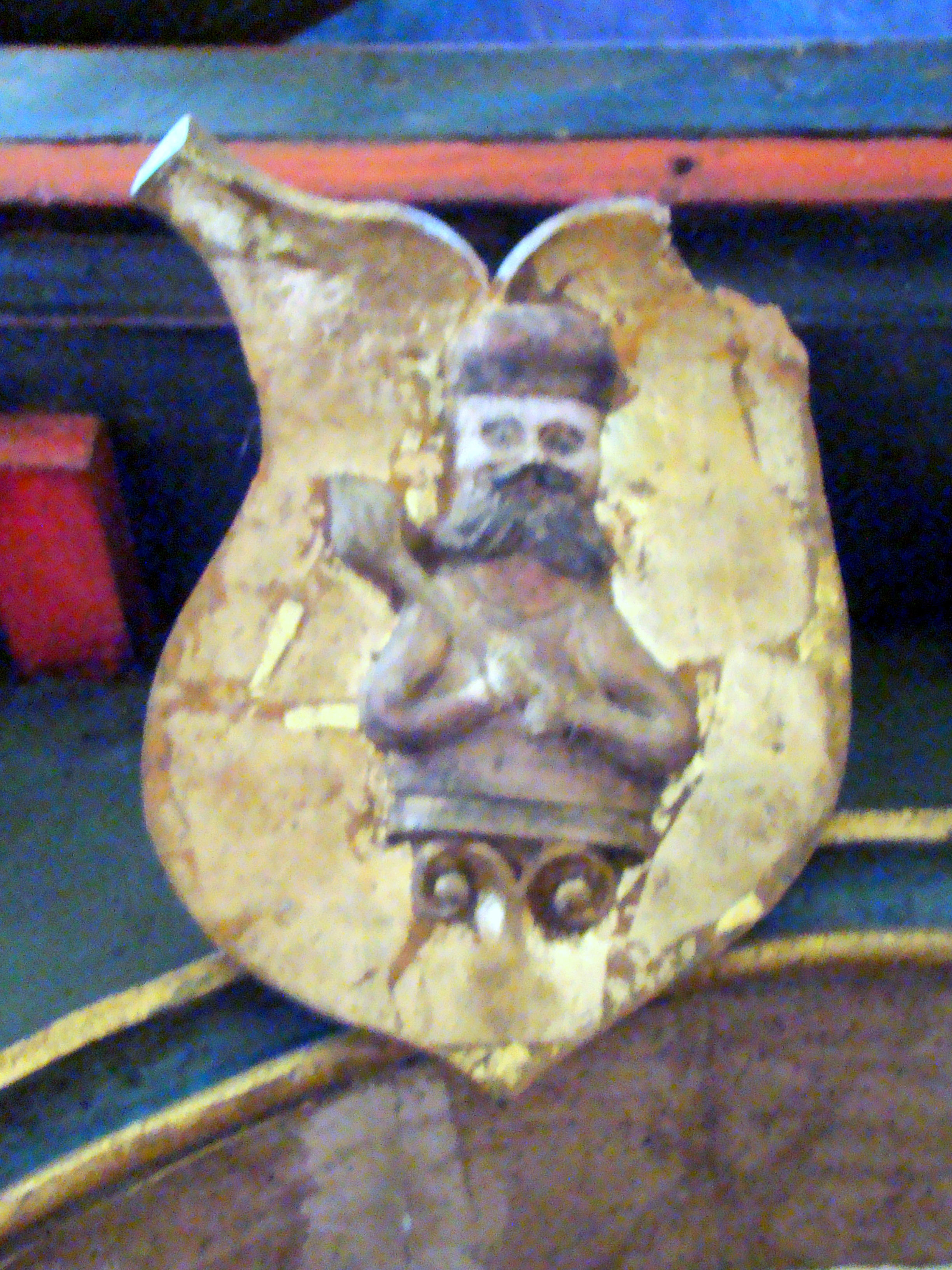
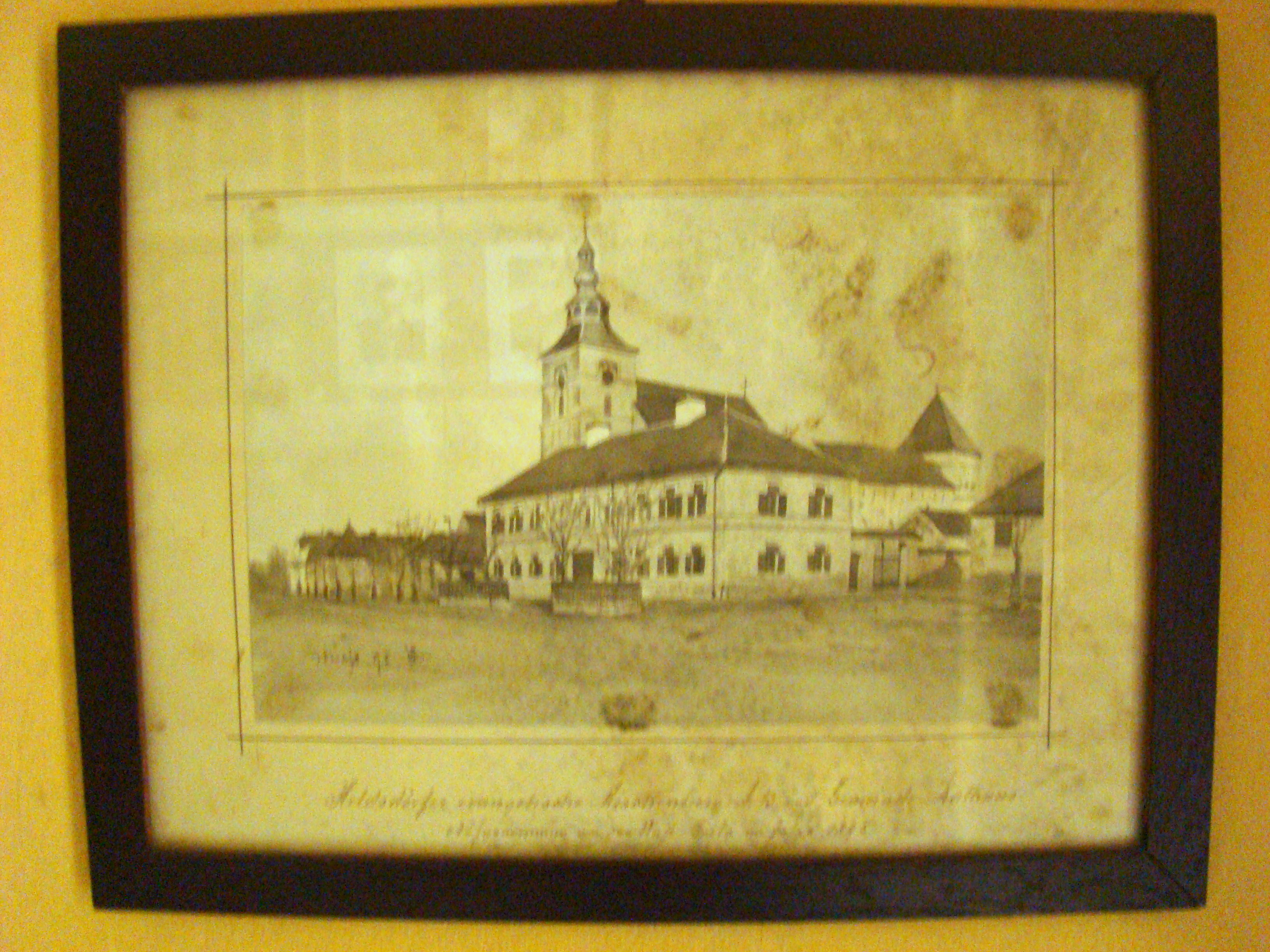
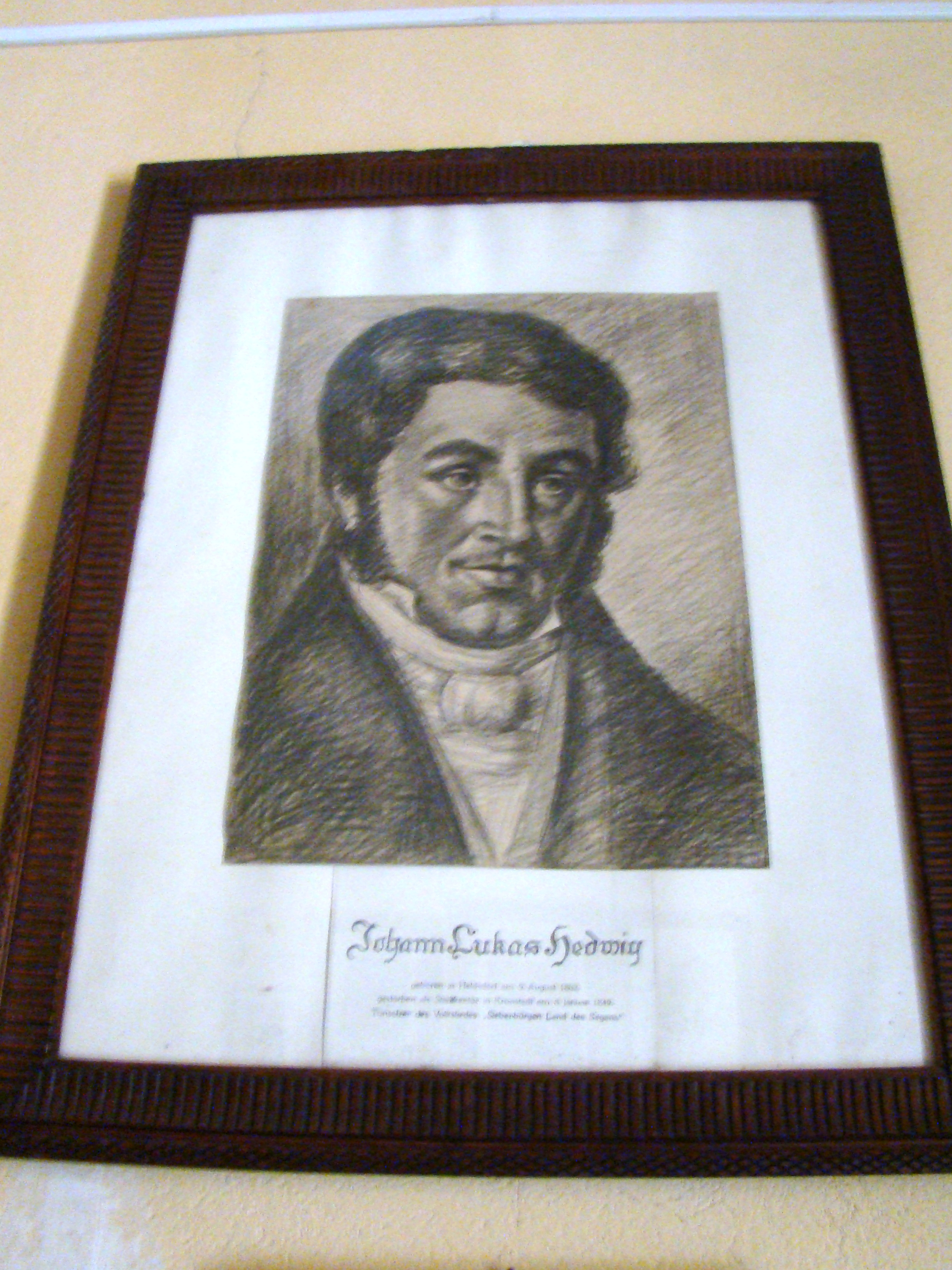
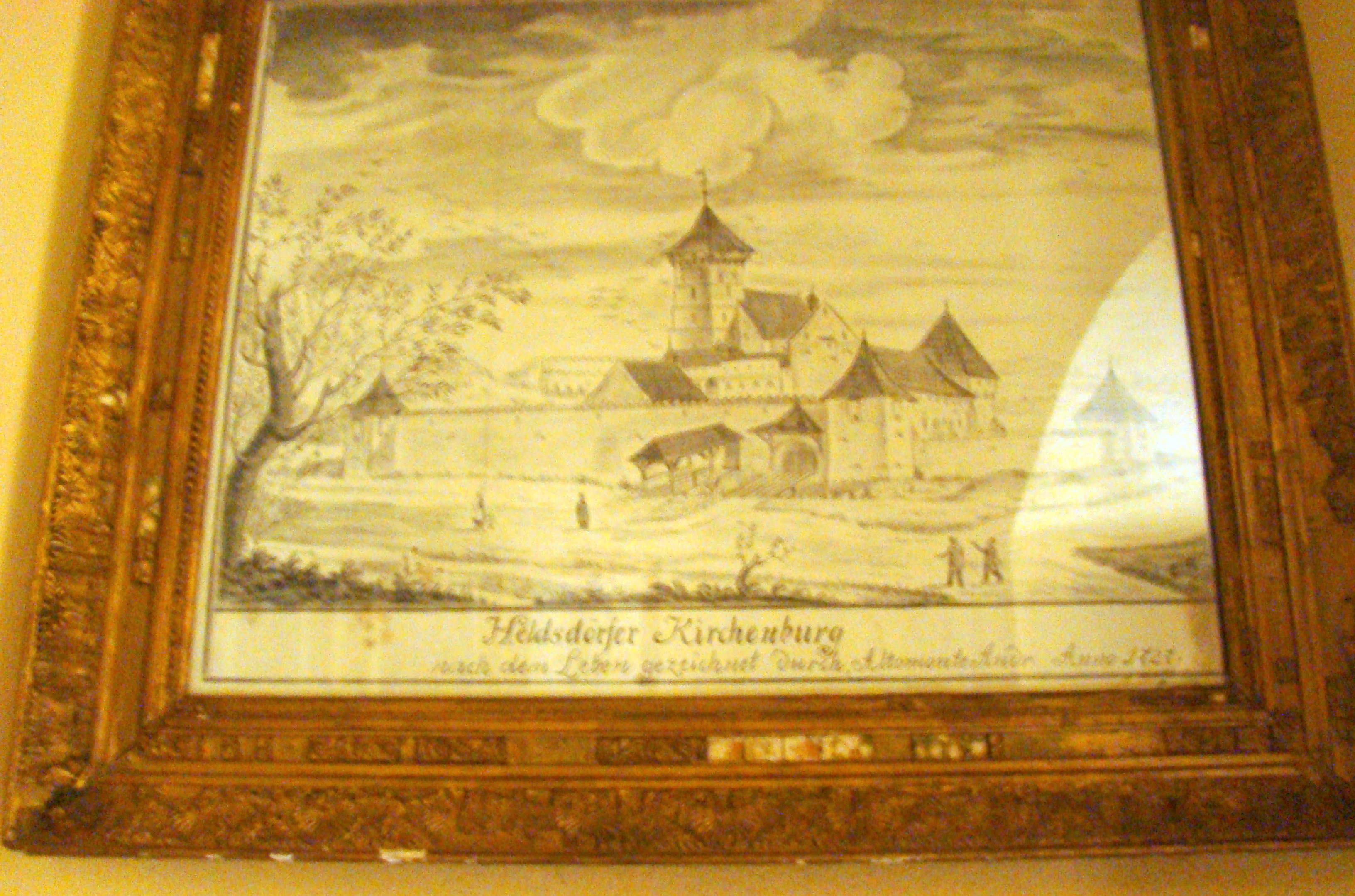
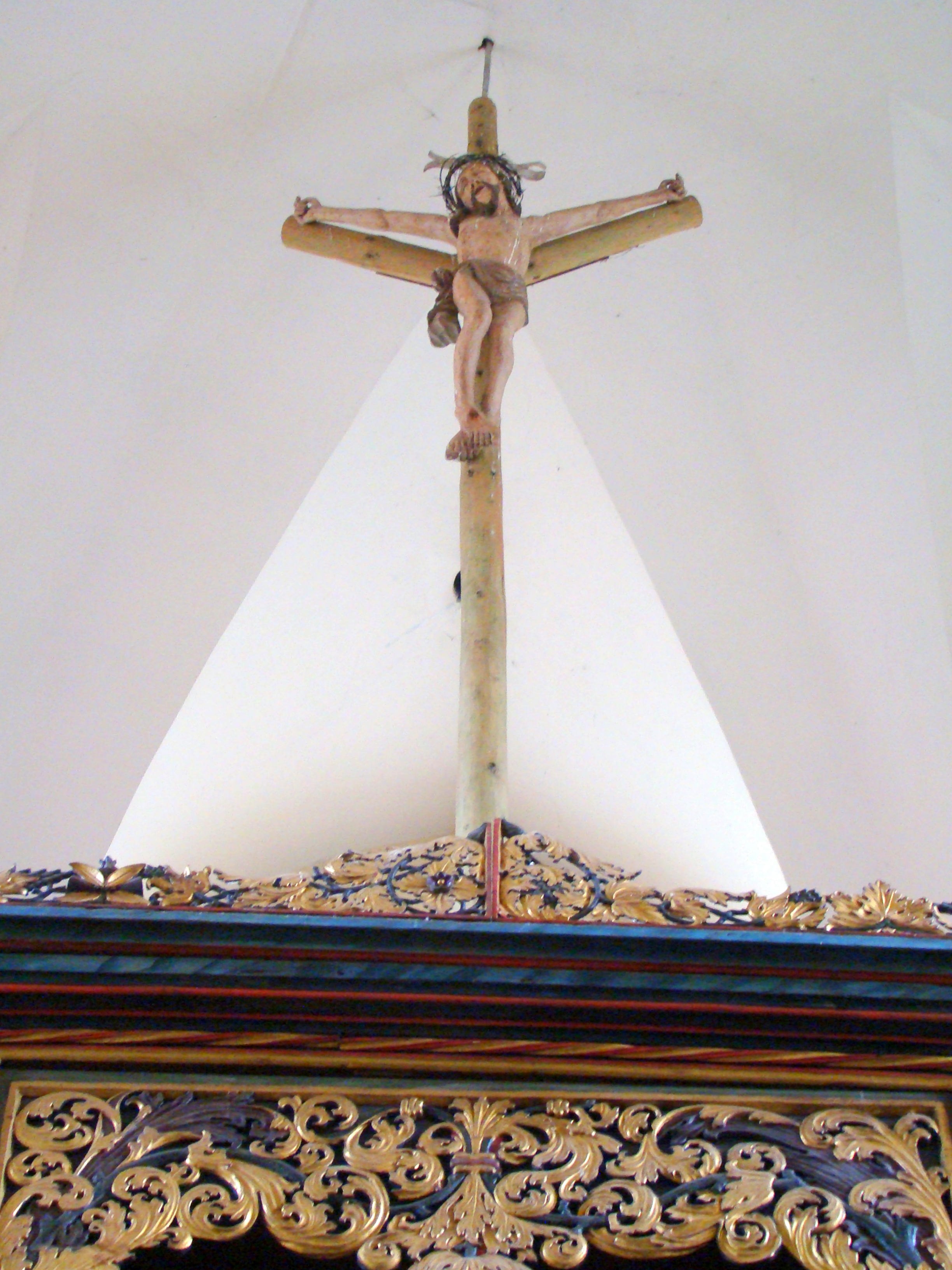

1. ↑  Orgeldatei der Evangelischen Kirche A.B. in Rumänien : Heldsdorf / Hălchiu / Höltövény, Kronstadt / Braşov - Johann THOIS, orgeldatei.evang.ro